# مجموعة السلطان الأشرف الغوري
مجموعة السلطان الغوري هي مجموعة معمارية أثرية شهيرة بالقاهرة مبنية على الطراز الإسلامي تعود إلى أواخر عصر المماليك الجراكسة. تضم المجموعة عدة منشآت بنيت على جهتين متقابلتين بينهما ممر يعلوه سقف خشبي، يقع بإحدى الجهتين مسجداً ومدرسة كانت تدرس بها العلوم الشرعية، بينما يقابلها في الجهة الأخرى القبة الضريحية وسبيل يعلوه كتاب وخانقاه للصوفيين ومنزل ومقعد، فيما اندثر حمام أثري كان يجاور تلك الأبنية. تم إنشاء المجموعة خلال الفترة من 909هـ/1503م إلى 910هـ/1504م بأمر السلطان الأشرف أبو النصر قانصوه من بيبردي الغوري الجركسي الأصل أحد حكام الدولة المملوكية خلال عصر المماليك الجراكسة، وكان قبل أن يعتلي كرسي السلطنة أحد أمراء السلطان الأشرف قايتباي، وترقى في المناصب خلال عهد الناصر قايتباي والأشرف جان بلاط ثم العادل طومان باي، إلى أن بايعه أمراء المماليك مرغماً سنة 906هـ/1501م للجلوس على كرسي السلطنة.
تقع المجموعة حالياً بالغورية بمنطقة الدرب الأحمر التابعة لحي وسط القاهرة، وتطل على شارع المعز لدين الله. وبجوارها عدة مواقع أثرية أخرى مثل وكالة الغوري، وكالة قايتباي، مسجد محمد بك أبو الدهب، الجامع الأزهر، مسجد الفكهاني.

## المنشئ

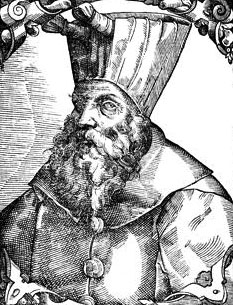
الملك الأشرف قانصوه الغوري

أمر بإنشاء المسجد السلطان الملك الأشرف أبو النصر قانصوه من بيبردي الغوري الجركسي، ولد في حدود سنة 850هـ/1446م، وامتلكه الأشرف قايتباي واعتقه وعينه في عدد من الوظائف منها جمداراً، ثم خاصكياً، فكاشفاً للوجه القبلي سنة 886هـ، فأميراً لعشرة سنة 879هـ، وعين بعد ذلك نائباً لطرسوس، وفي سنة 894هـ عين حاجباً للحجاب في حلب، ثم نقل إلى نيابة ملطية. وفي عهد الناصر قايتباي أنعم عليه برتبة أمير مائة، ومقدم ألف، ثم أصبح رأس نوبة النوب، وفي دولة الأشرف جان بلاط سافر إلى الشام وتآمر مع طومان باي الأول ونائب الشام ومن معهم من قادة الجند على السلطان وقتلوه، واعتلى العادل طومان باي عرش السلطنة سنة 906هـ/1501م فأسند إلى الغوري الدوادارية الكبرى، والوزارة ثم الاستادارية. إلى أن ثار أمراء المماليك على العادل طومان باي بعد أن حكم مدة ثلاثة أشهر فقط وقبضوا عليه وقتلوه.
مع إحجام الأمراء عن تولي منصب السلطنة بسبب مصير من سبقوهم إليه، بايع الأمراء قانصوه الغوري بحضور الخليفة المستمسك بالله وقضاة المذاهب الأربعة سنة 906هـ/1501م للجلوس على كرسي السلطنة وهو مغلوباً على أمره، لما عرفوا عنه من لين الطبع وسهولة خلعه إذا أرادوا، وبعد أن اشترط عليهم ألا يقتلوه، وأن يصرفوه بالمعروف إذا أرادوا عزله، إلا أن الغوري أثبت خلال فترة حكمه أنه رجل دولة قوي على عكس ما كان يتوقع الأمراء، رغم أنه كان قد جاوز الستين من عمره، فالتفت إلى تأمين موارد للدولة ذات الخزانة المفلسة أنفق منها على زيادة قواته العسكرية من المماليك وعلى أسطوله الحربي والإصلاحات العامة بالدولة وعنى بتشييد العمائر، فأنشأ مسجداً ومدرسة بالقاهرة وشيد قلعة العقبة وأقام مباني جديدة في القلعة وحصن ثغري الإسكندرية ورشيد وغيرهما وحفر الآبار على طريق الحج وجمل مكة وأنشأ السواقي على النيل وحفر بعض الترع وجدد خان الخليلي فأنشأه من جديد وأصلح قبة الإمام الشافعي ومسجد الإمام الليث وأنشأ منارة للجامع الأزهر بخلاف إنشائه للقصور والوكالات والخانات.:474:477:ج1ص286:ج4ص296:13:16:9:11:104
لم تحدث قلاقل تذكر في سنوات حكم الغوري الأولى باستثناء ثورات الجلبان والعربان المعتادة التي تكررت في عهود من سبقوه. إلا أنه واجه في نهاية عهده أكبر خطر هدد دولة المماليك وكان سبباً في زوال دولتهم وهو غزو آل عثمان، حيث قتل الغوري في معركة مرج دابق شمال حلب وهو على رأس جيشه يقاوم الجيش العثماني الغازي بقيادة السلطان سليم الأول في رجب سنة 922هـ/1516م، ولم يُستدل على جثته، وبويع من بعده الأشرف طومان باي الذي دفن في قبة الغوري بعدما أمر السلطان سليم بشنقه على باب زويلة.:477:478

## المهندس

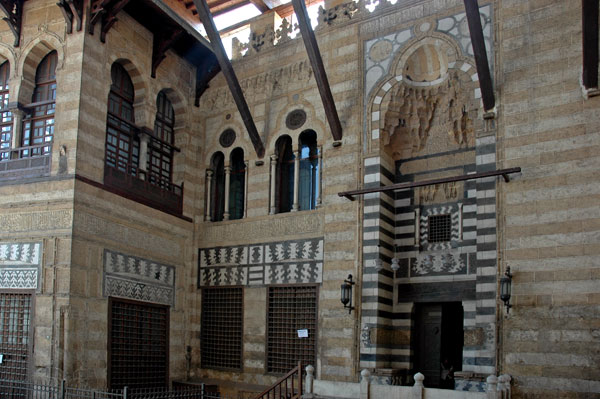
أحد مدخلي المجموعة المعمارية

لا يزال اسم مهندس المجموعة المعمارية مجهولاً، ولكن المؤرخين ذكروا أن السلطان قانصوه الغوري عين الأمير إينال بوظيفة شاد العمارة، وكان ذلك المنصب يُختار له شخصية بارزة من بين العارفين بأمور الهندسة والبناء وذوي الأمانة والصدق وحسن السياسة، وكان من واجبه أن يحرص على مصالح الوقف والمستحقين وأن يجدد ويصلح مباني الوقف، وأن يشرف على أرباب الصناعات المختلفة في العمائر ويحثهم على العمل. وأنعم السلطان على إينال بإمرة عشرة مكافأة له عند الاحتفال بافتتاح المسجد.:ج1ص287

## التاريخ

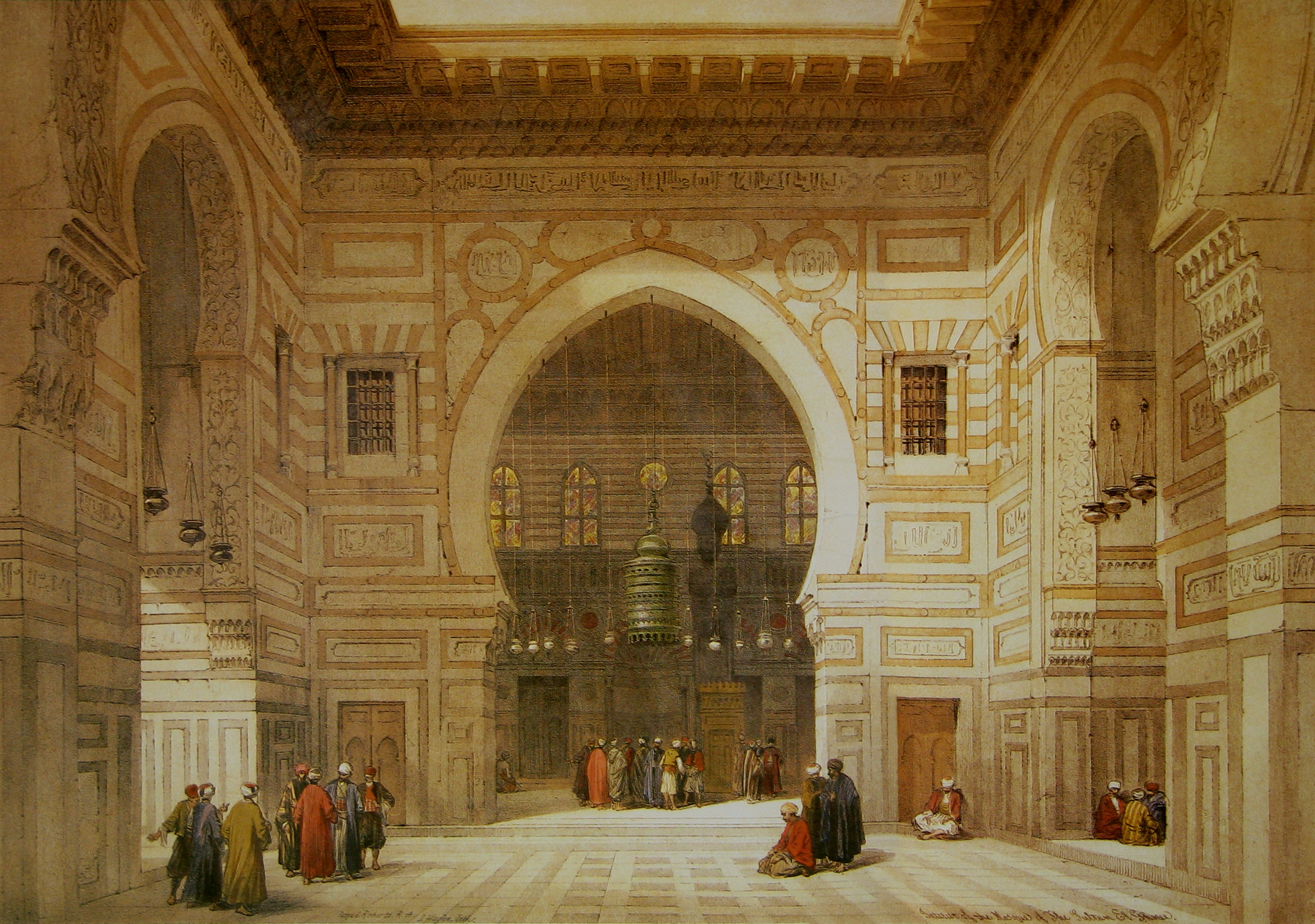
لوحة فنية لإيوان القبلة للفنان ديفيد روبرتس تعود لعام 1838

بدأ في إنشاء المسجد والمدرسة الطواشي مختص، كبير السقاة في دولة الظاهر قانصوه أبي سعيد، ولذلك كانت تعرف باسم «مدرسة المختص»، ولما ولي السلطان قانصوه الغوري قبض عليه وصادر أمواله وطالبه بأموال أخرى، فأعطاه أرض المسجد بما عليها من بناء، فاستلمه الغوري وهدمه وأمر بإعادة بنائه وتوسيعه وأضاف له بعض الأسواق، وعنى السلطان بفخامة مسجده حتى بلغ جملة ما أنفق عليه حين انتهت عمارته نحو مائة ألف دينار، واحتفل بافتتاحه يوم الجمعة مستهل ربيع الآخر 909هـ/سبتمبر 1503م، بحضور الخليفة المستمسك بالله يعقوب وقضاة المذاهب الأربعة، ثم خلع السلطان على قاضي القضاة عبد البر ابن الشحنة لأنه حكم بصحة الخطبة في هذا الجامع، وخلع أيضاً على إينال شاد العمارة وأنعم عليه بإمرة عشرة، كما خلع على المهندسين والصناع. ومما يشهد على العناية البالغة التي نالها المسجد في الزخرفة والأعمال الفنية الأخرى وصف السلطان سليم للمسجد بقوله «هذه قاعة تاجر» قاصداً أنه خرج من وقار المساجد إلى بهرجة القاعات. وأخذ المؤرخين على السلطان الغوري استغلاله سلطته في فرض الضرائب الباهظة على الشعب وجباية الأموال بالقوة لإنفاقها على المماليك وعلى منشآته المعمارية، وكذلك حصوله على مواد البناء اللازمة للمسجد بأثمان بخسة، وتخريبه لكثير من العمائر القائمة للاستيلاء على ما بها من رخام وأخشاب وفسيفساء، مما حدا بعامة الناس في ذلك الوقت أن يطلقوا على المسجد اسم «المسجد الحرام»، لم شاب بناءه من اغتصاب للأرض ومواد البناء والإسراف في النفقة عليه من مال جمع عنوة.:ج1ص287:288:ج4ص300

## التصميم
تتوزع أبنية المجموعة المعمارية على جهتين متقابلتين بينهما ممر يعلوه سقف خشبي، تضم إحدى الجهتين مسجداً ومدرسة لتدريس العلوم الشرعية بما فيها المذاهب الأربعة «المالكية والشافعية والحنفية والحنبلية»، بينما الجهة المقابلة تضم القبة الضريحية وسبيل يعلوه كتاب وخانقاه للمتصوفين ومنزل ومقعد للسلطان وكان ضمن المجموعة حمام أثري اندثر في الوقت الحالي.
للمسجد ثلاث واجهات أهمها الواجهة الشرقية التي تشرف على شارع المعز ويتوسطها المدخل الرئيسي، وله أربع إيوانات «وجهات» متعامدة يتوسطها صحن مكشوف مربع الشكل تقريباً تبلغ مساحته 11×12 متر ويكسو حوائط وأرضية الصحن والإيوانات رخام متعدد الألوان ويحيط بجدرانها وجدران الصحن وزرة من أشرطة رخامية، ويتوسط الإيوان الشرقي «إيوان القبلة» محراب مجوف من الرخام الدقيق تعلوه طاقية ذات عقد مدبب يكتنفه عمودان مثمنان من الرخام الأبيض، وعلى يمين المحراب يوجد منبر خشبي دقيق الصنع مطعم بحشوات السن والزرنشان، وبهذا الإيوان أيضاً كرسي المصحف المطعم بالسن، وينقسم هذا الإيوان إلى ثلاثة أقسام مفروشة بالرخام الدقيق برسوم تنوعت أشكالها. ويتصل بالنهاية البحرية للوجهة الشرقية بقايا منزل قديم أتمه سنة 1907 مصطفى أفندي السادة على الطراز العربي طبقاً لمواصفات لجنة الآثار العربية.:ج1ص287:291
يكتنف الإيوان البحري بابان يؤدي أحدهما إلى الطرقة المؤدية إلى الباب، فيما يكتنف الإيوان القبلي بابان يؤدي الشرقي إلى دورة مياه صغيرة أسفل المسجد، والغربي إلى طرقة وباب المنارة وحجرة صغيرة بها تابوت خشبي فوق قبر عرف بقبر الأنصاري. وفي مؤخر الإيوان الغربي دكة المبلغ محمولة على كابوليين خشبيين ولها درابزين مطعم بالسن.:ج1ص287:291:ج4ص303:305:225 وحرص مهندس المجموعة المعمارية على أن تتماثل عناصرها وتضاهي بعضها في القياس، فاتفقت في الطول والعرض والزخرفة، وهيأ بينها مساحة «ممر» ينسجم مسطحها مع مسطح وارتفاع المباني حولها لكي توفر فرصة للتأمل في ملامحها، كما روعي في وضع السلالم أمام المباني اتجاه الحركة.:76
أما المنارة فبنيت على الطراز الأندلسي وتقع في الطرف القبلي للوجهة الشرقية، وهي مربعة ضخمة أقيمت قاعدتها مع أساس الوجهة، وعلى دورتيها الأولى والثانية مقرنصات دقيقة ومتنوعة، يعلوها دوره ثالثة كانت مكسوة بالقاشاني تحمل مربعاً آخر فوقه خمسة رؤوس خشبية كمثرية الشكل يعلو كل منها هلال من النحاس. وقد طرأت على هذه المنارة منذ نشأتها عدة تغييرات، فقد كانت مع افتتاح لها المسجد لها أربع رؤوس ثم حصل لها سنة 911هـ/1505م خلل وميل بسبب ثقل علوها، فأمر السلطان الغوري بهدمها وإعادة بنائها فاستبدلت الرؤوس الأربعة التي سببت الخلل برأسين على دورة رابعة مزدوجة يحيط بها درابزين من خشب، وظلت على هذا الحال حتى سنة 1850م ثم طرأ عليها التغيير الحالي بعد ذلك.:ج1ص291:293:ج4ص305:306
وكان يغطي ما بين المسجد والقبة سقيفة خشبية بقيت حتى سنة 1882م، وأعيد بنائها مرة أخرى حديثاً، وكان هذا النوع من السقائف يعم أسواق القاهرة. أما القبة فكان الفراغ من إنشائها مع افتتاح المسجد وكانت مكسوة بقاشاني أزرق، إلا أنها لم تلبث كثيراً حتى ظهر بها خلل جسيم سنة 917هـ/1512م فأمر السلطان الغوري بهدمها وإعادة بنائها وكسوتها، ولم يمض عامان على إعادة البناء حتى عاد إليها الخلل سنة 919هـ/1513م فأمر بهدمها مرة أخرى وإعادة بنائها وكسوتها، ثم هدمت القبة وأبدلت بقبة خشبية سنة 1881م، ثم هدمت وحل محلها السقف الحالي، وجدرانها من الداخل حافلة بالنقوش والكتابات، وباب القبة ومصراعاها مثل باب المسجد المقابل لها تماماً، وبعد الفراغ من القبة نقل إليها السلطان الغوري الآثار النبوية الشريفة التي كانت مودعة برباط الآثار، كما نقل إليها المصحف العثماني، والربعة العظيمة المكتوبة بالذهب وكانت موجودة بالخانقاه البكتمرية.:ج1ص293:294
ألحق بالطرف البحري للقبة سبيل ذو سقف خشبي مذهب وأرضية رخامية وسلسبيل رخامي نقشت على حافتيه صور أسماك، ويحتل السبيل الزاوية الشمالية الغربية من الخانقاه، ويطل على شارع الأزهر من الشمال وعلى شارع المعز لدين الله من الغرب حيث يبرز جداره الغربي عدة أمتار عن مستوى جدار الخانقاه والقبة، بهدف تسهيل حصول الداخلين إلى الخانقاه والقبة على ماء الشرب. وكان هذا السبيل وقت إنشائه من أكثر أسبلة القاهرة ازدحاماً لوقوعه في السوق السلطانية. وكانت تصرف فيه المياه للظمآنين من الصباح حتى وقت الغروب واتسع صهريجه حتى عشرين ألف حمل بعير من الماء.
ويعلو السبيل كتاب لتعليم الفقراء تتمثل واجهته في بائكة ثنائية العقود المدببة ترتكز على عمود من الرخام ببدن أسطواني وقاعدة وتاج، ويعلو العقدين منطقة تأريخ مستطيلة خالية من الكتابات، ويعلو الكتاب رفرف خشبي يرتكز على أربعة كوابيل خشبية، ويؤدى المدخل الرئيسي للكتاب إلى ردهة مستطيلة المساحة فرشت أرضيتها بالحجر، وسقفت بخشب معرق، وإلى يمين الداخل من الردهة يوجد ممر مستطيل فرشت أرضيته بالرخام الدقيق وبنهايته فتحة باب مستطيلة يغلق عليها باب خشبي من مصراع واحد يؤدي إلى غرفة التسبيل. وعن طريق باب يؤدي إلى سلم صاعد لرواق لطيف يطل على شارع الأزهر، يمكن الوصول إلى الخانقاه وهي عبارة عن مساحة مستطيلة مكشوفة يشرف عليها خمسة مداخل، أربعة منها لحواصل تفتح على الفناء الجنائزي والخامس لمدخل الممر المؤدى إلى شارع المعز، وبها محراب آخر وعلى يساره باب يؤدي إلى فناء واسع.:182 :181 وتضم المجموعة أيضاً المنزل المعروف باسم منزل وقف محمد سعيد باشا، إلى جانب مقعد الغوري الذي يعد النموذج الوحيد الباقي للمقاعد المغلقة

## الترميم

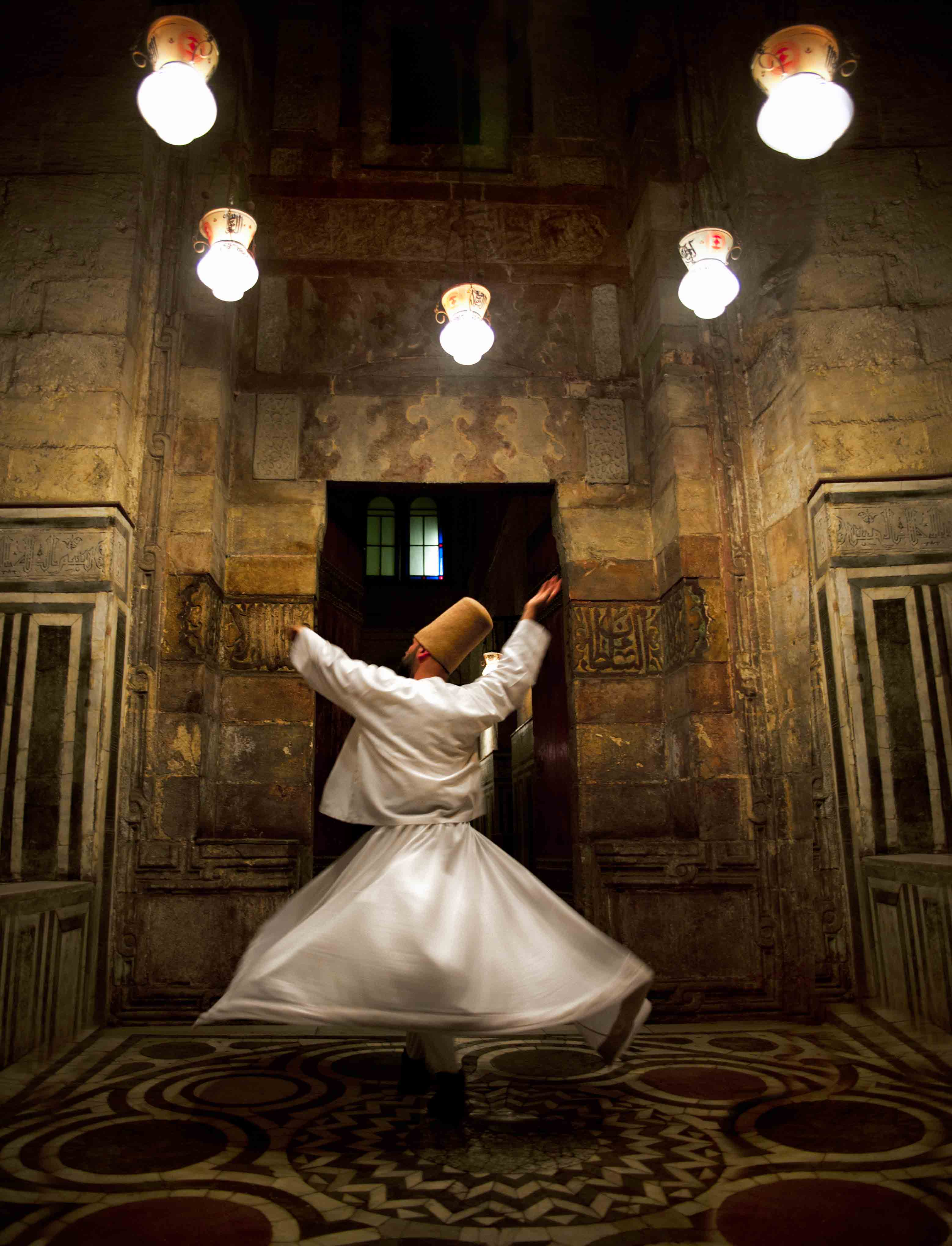
حفل صوفي بقبة الغوري

عنيت لجنة الآثار العربية بإصلاح المسجد والقبة وملحقاتهما، فأجرت بهما ترميمات من سنة 1902 إلى 1907 بلغت قيمتها 3332 جنيهاً، ثم أتبعتها بإصلاحات أخرى.:ج1ص294 في نوفمبر 2005 افتتحت أعمال ترميم المجموعة التي استمرت خمس سنوات وركزت على معالجة مظاهر التدهور بالبنايات بداية من ارتفاع منسوب المياه الجوفية وتنفيذ حل دائم للسيطرة عليها، واستبدال غطاء القبة الخرساني بآخر من الخشب أقل في الوزن بأكثر من 60 طن يرتكز علي كامل محيط القبة حتي لا يشكل أية أحمال عليها ليطيل عمرها الافتراضي لمئات الأعوام، والتخلص من العشوائيات حول الموقع الأثري بالتعاون مع محافظة القاهرة.

## سرقة المحتويات
نظراً للقيمة الفنية لعناصر المجموعة المعمارية للسلطان الغوري فقد كانت هدفاً للصوص الآثار في أكثر من مناسبة كان منها تعرض باب المسجد للسرقة في سبتمبر 2012، حيث تمت إزالة أجزاء من تفاصيله، كما تم انتزاع حشوات خشبية من المنبر في واقعة أخرى.

## حالياً
تعتبر مجموعة الغوري من أهم الأماكن السياحية بشارع المعز لدين الله الفاطمي والتي يتوافد عليها السياح بمختلف ثقافاتهم. وتُستغل قبة الغوري حالياً كمنارة لإحياء الفن التراثي المصري عن طريق مركز الإبداع الفني بقبة الغوري التابع لصندوق التنمية الثقافية بوزارة الثقافة من خلال فرق الإنشاد الديني بمختلف أنواعه.

## معرض صور

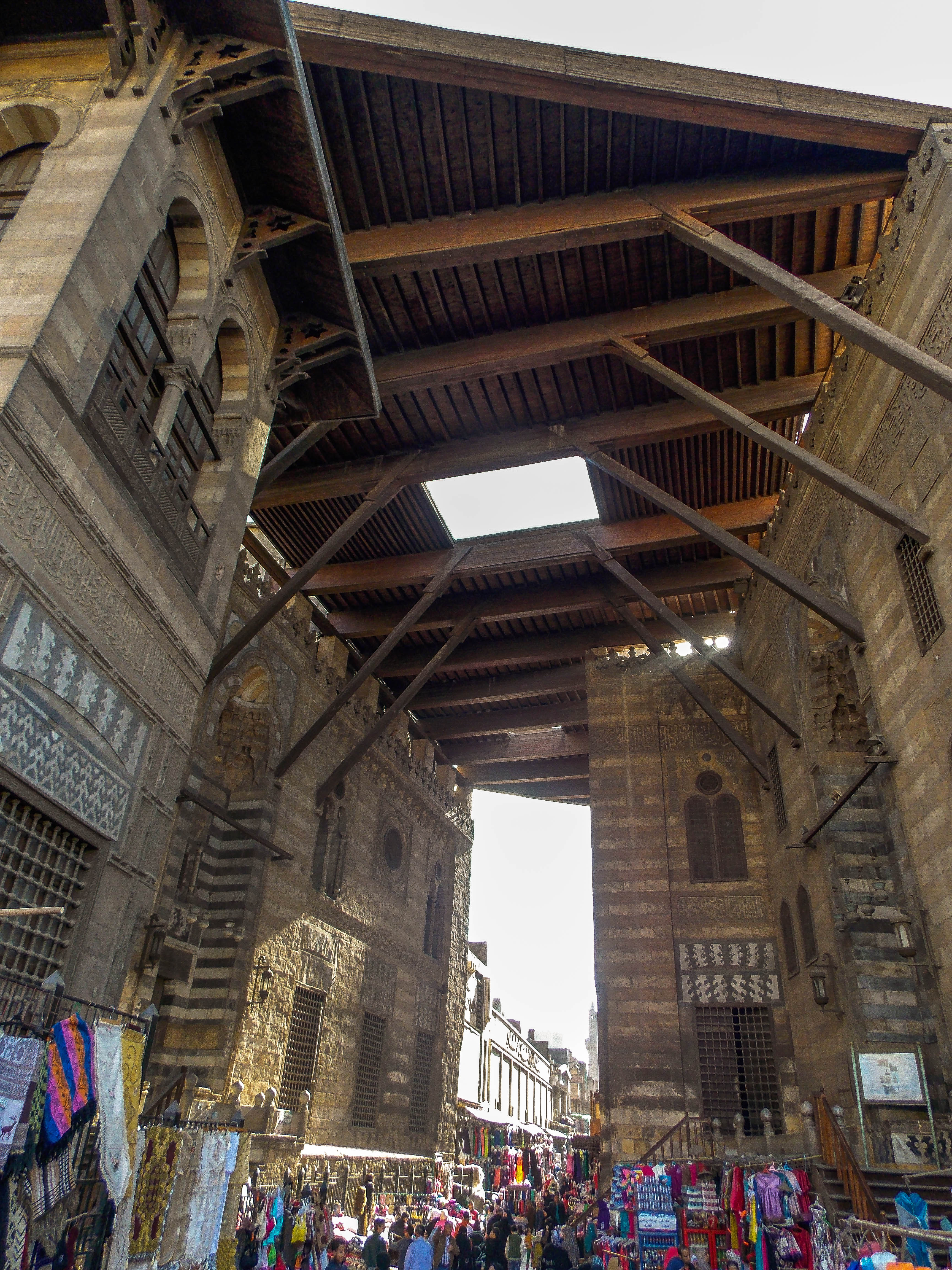
المجموعة من شارع الأزهر
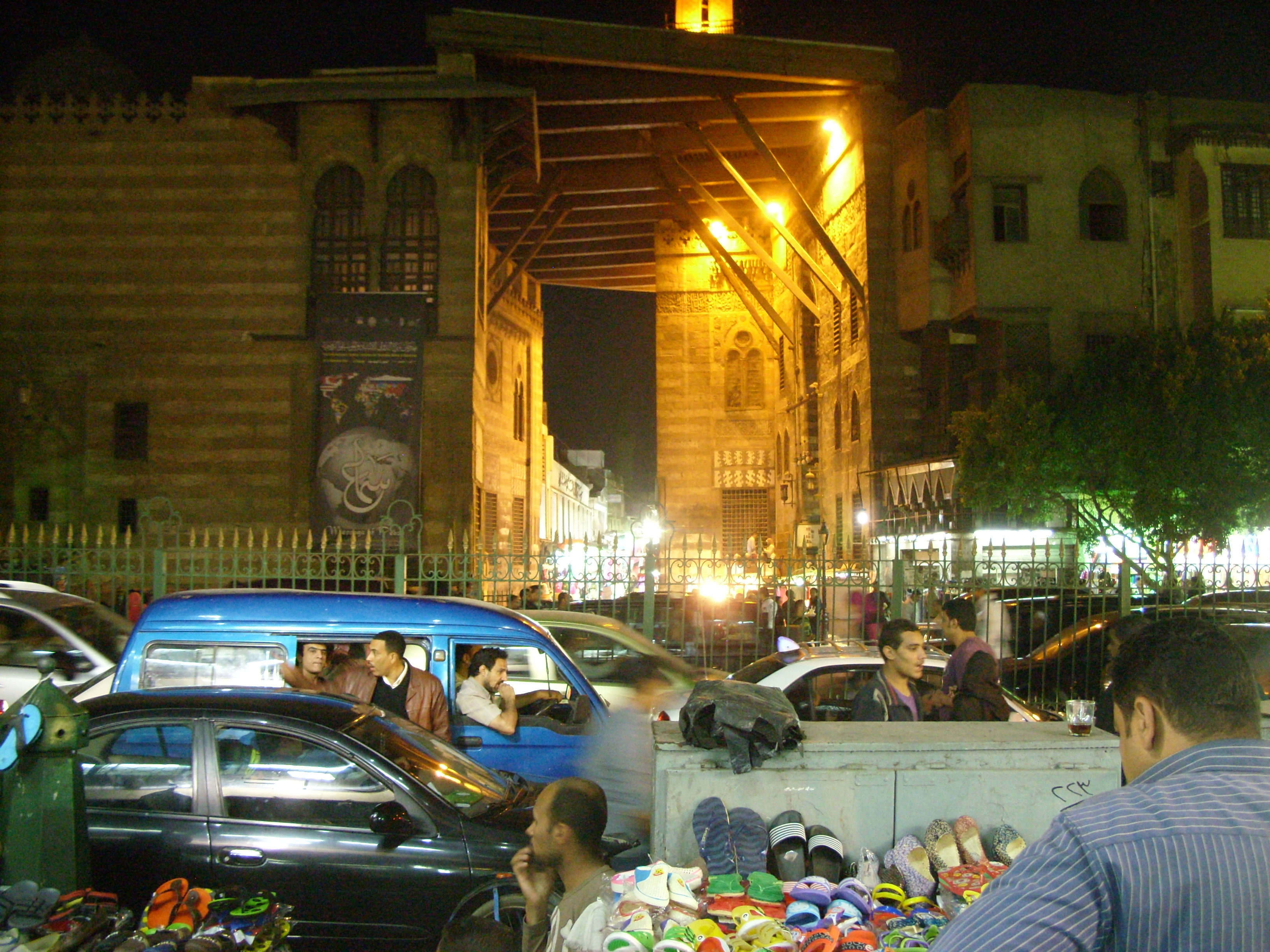
المجموعة من شارع الأزهر
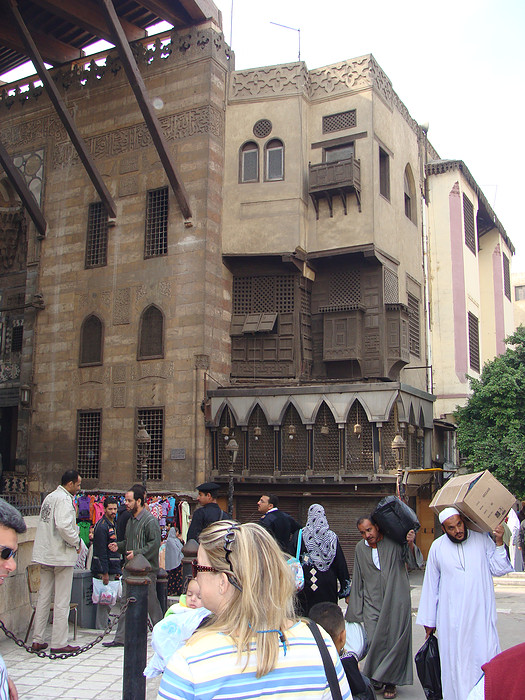
المجموعة من شارع الأزهر
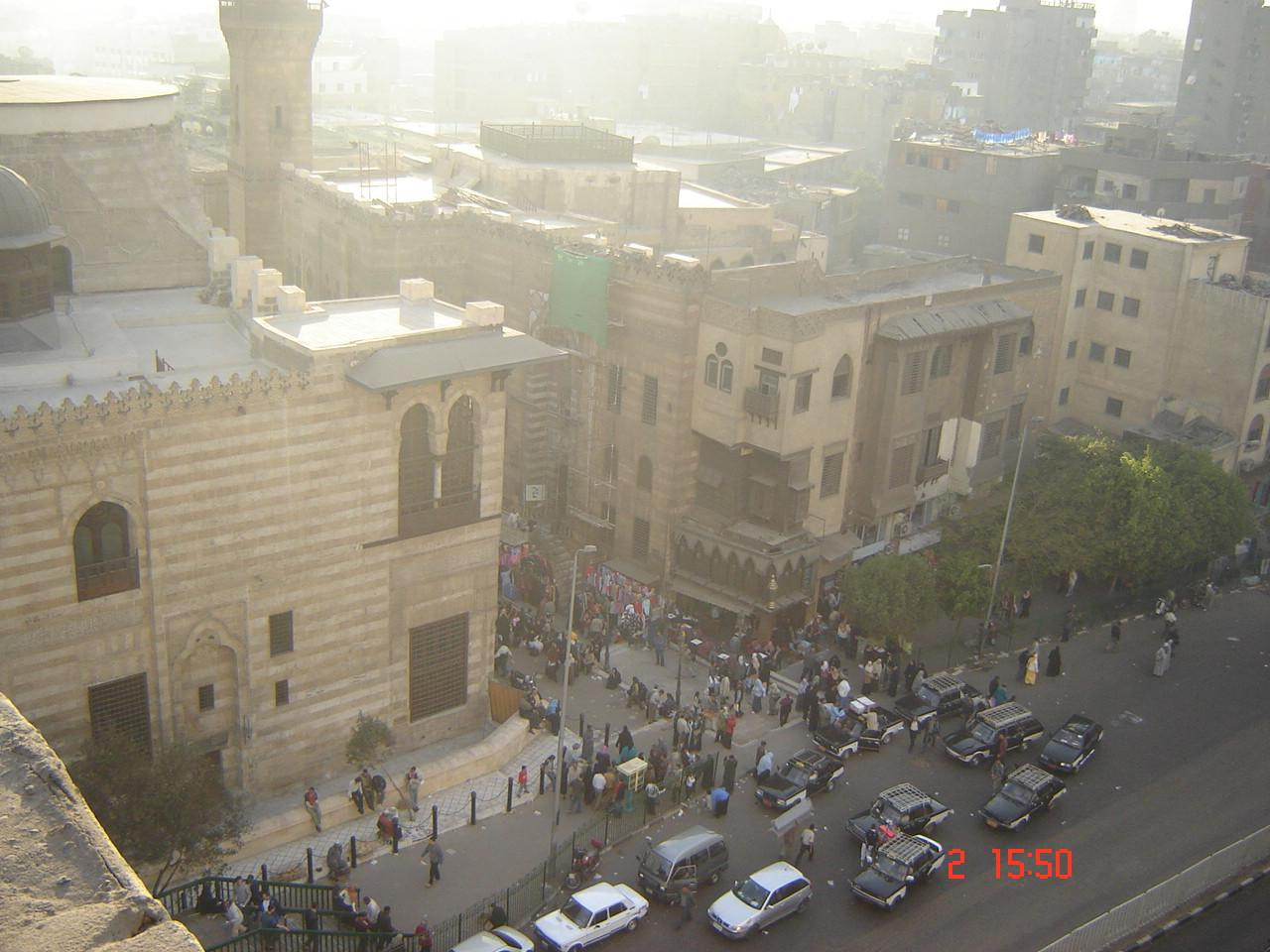
المجموعة من شارع الأزهر
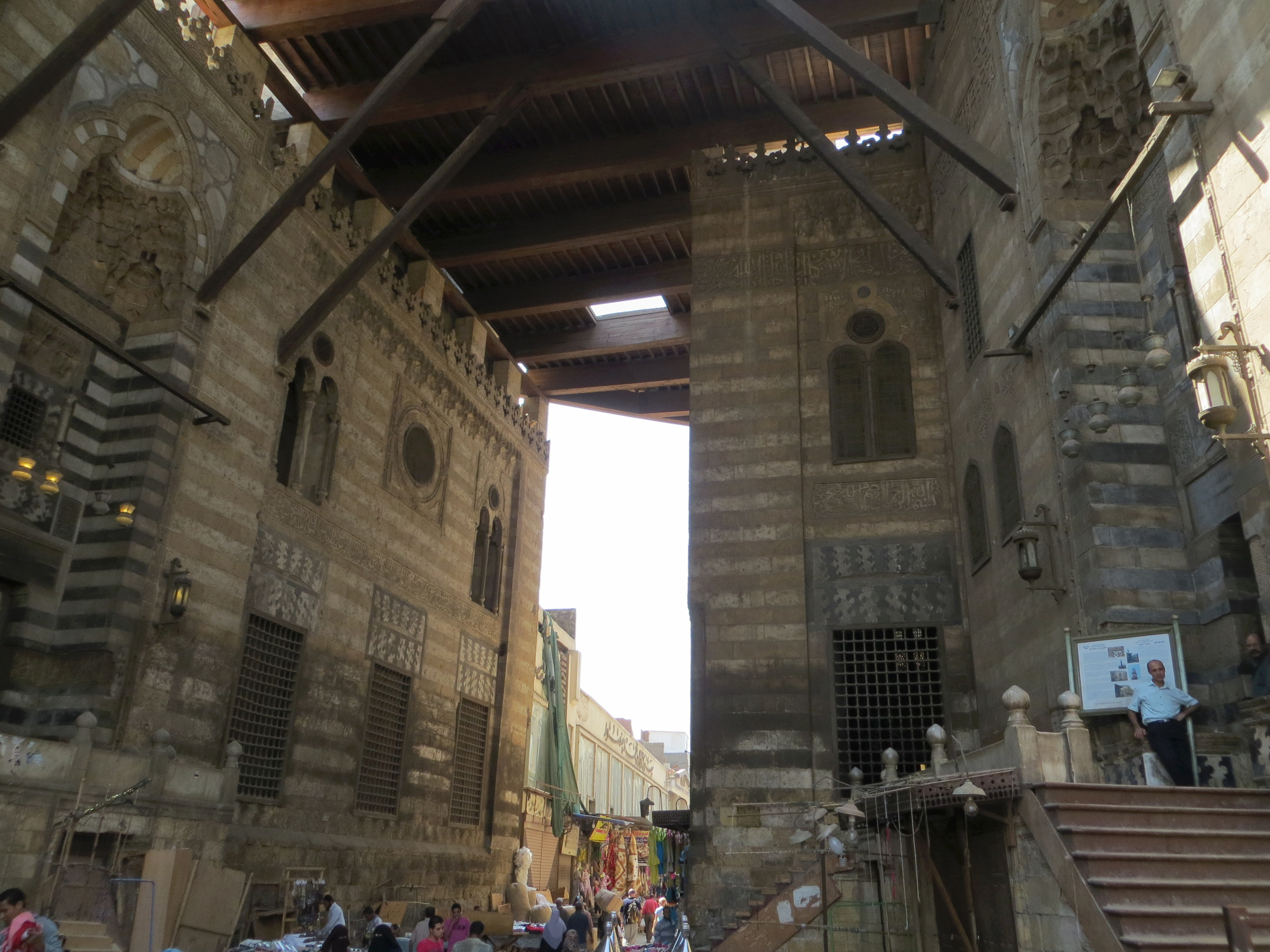
المجموعة من شارع الأزهر
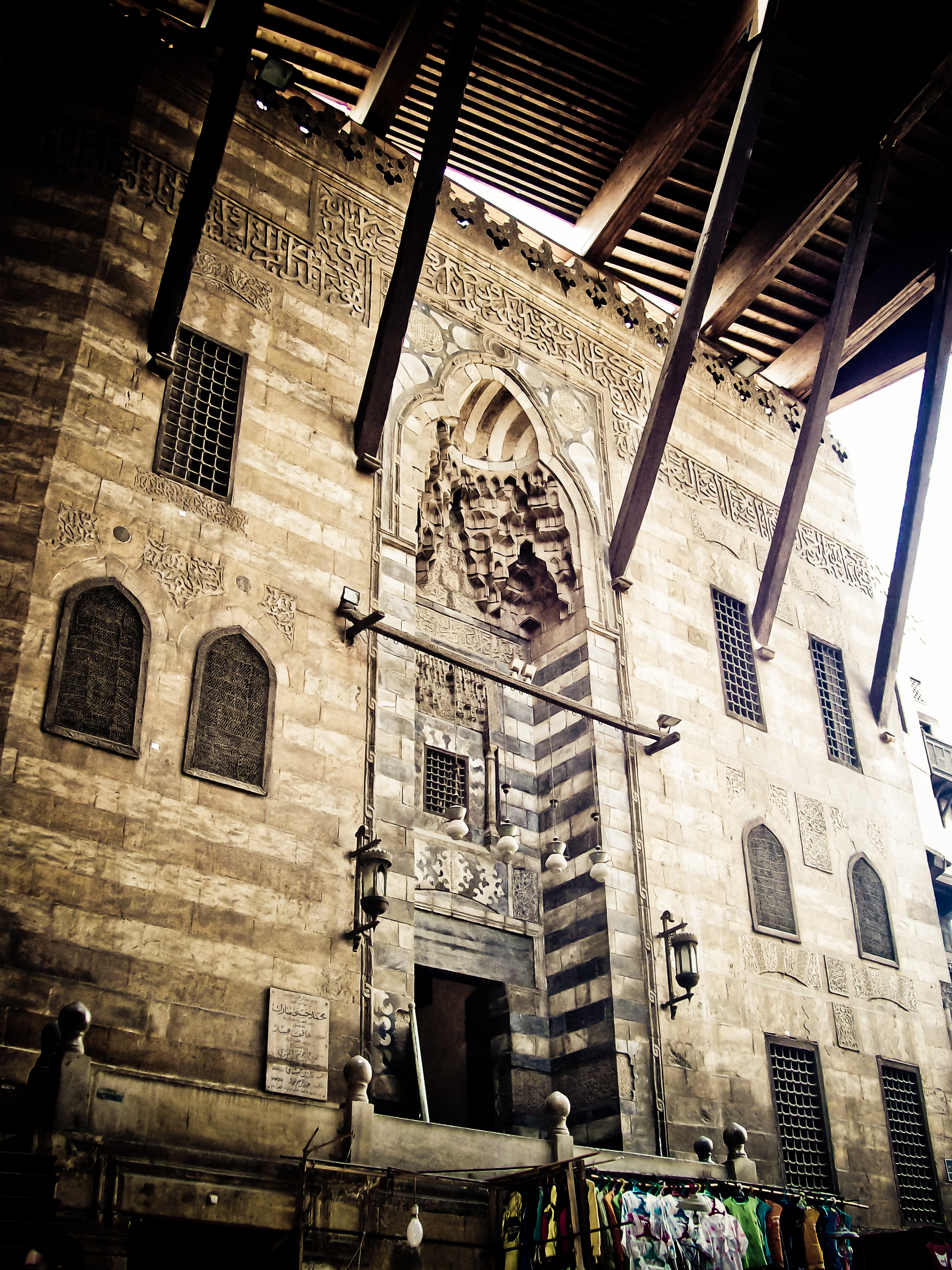
أحد مدخلي المجموعة بشارع المعز
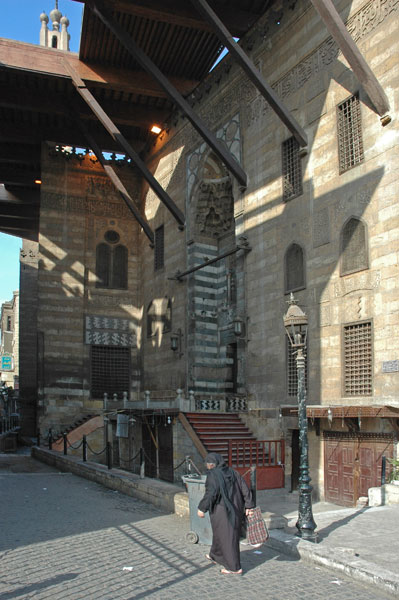
أحد مدخلي المجموعة بشارع المعز
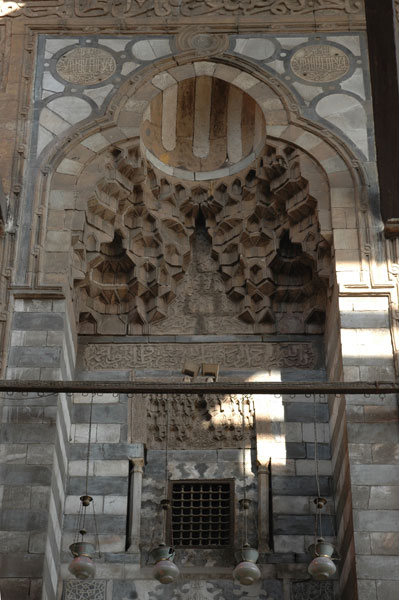
أحد مدخلي المجموعة بشارع المعز
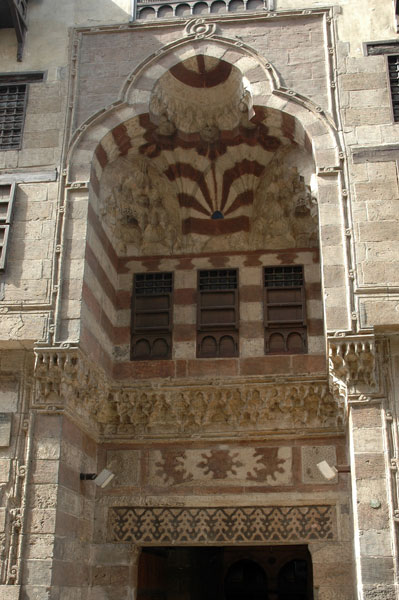
أحد مدخلي المجموعة بشارع المعز
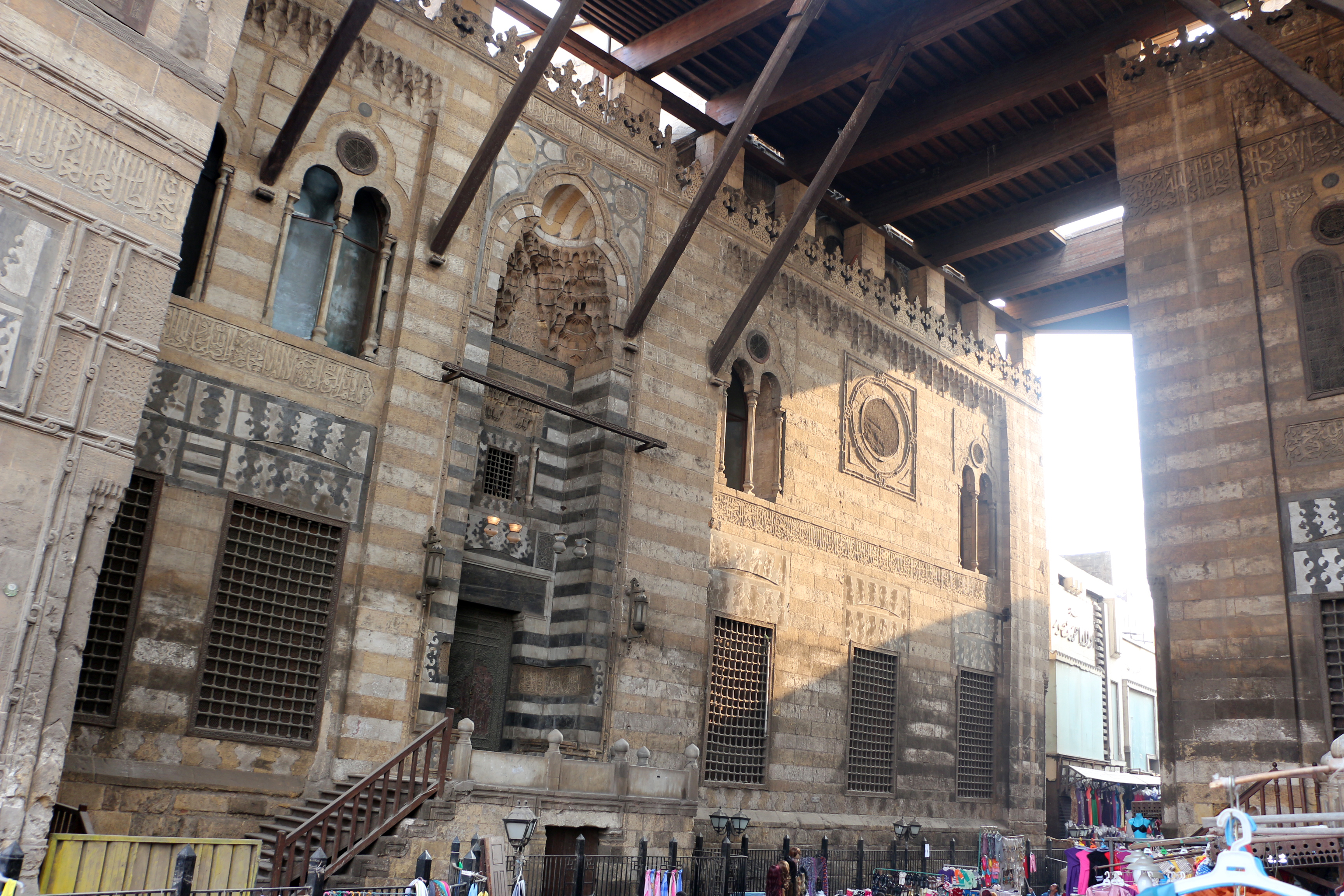
أحد مدخلي المجموعة بشارع المعز
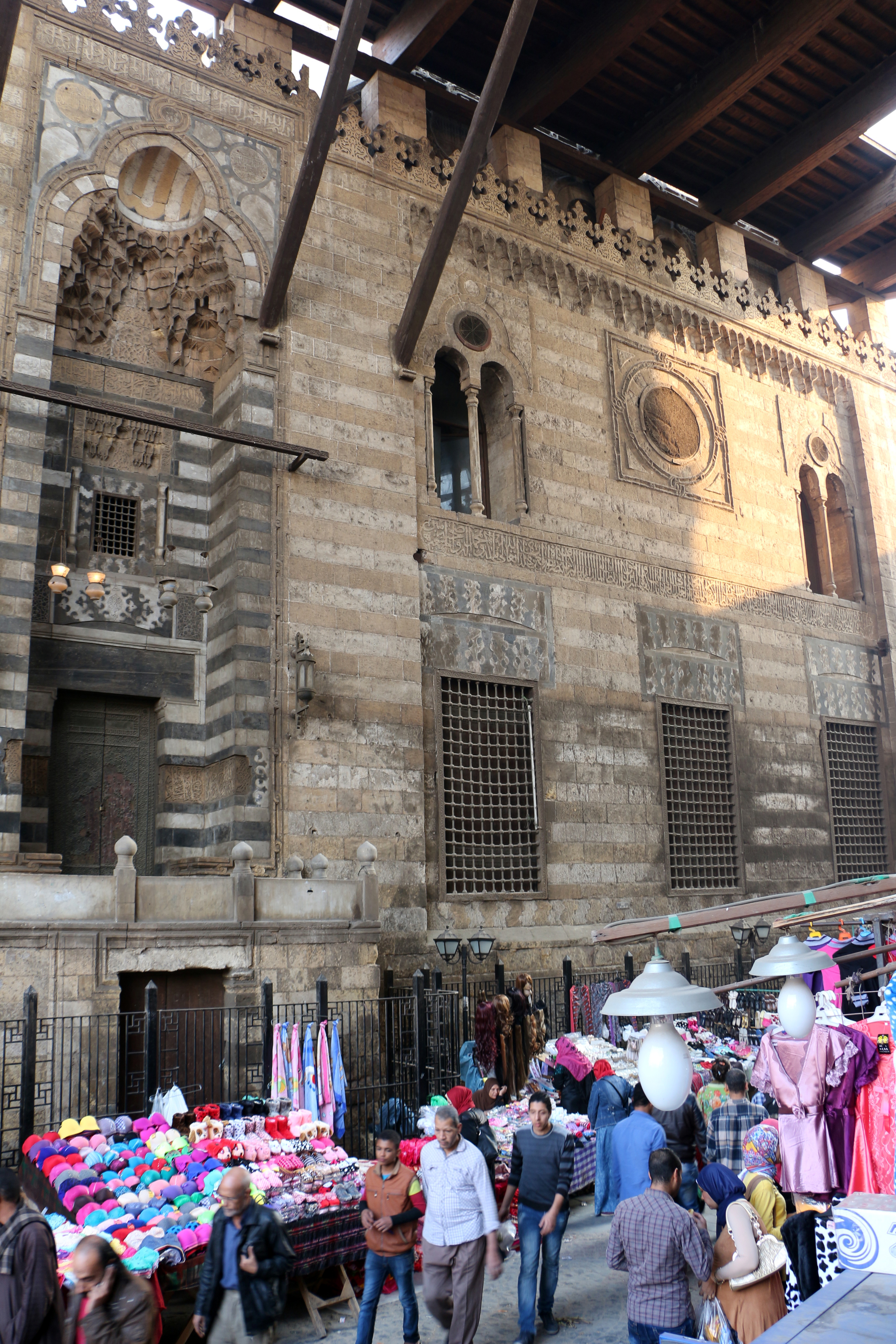
أحد مدخلي المجموعة بشارع المعز
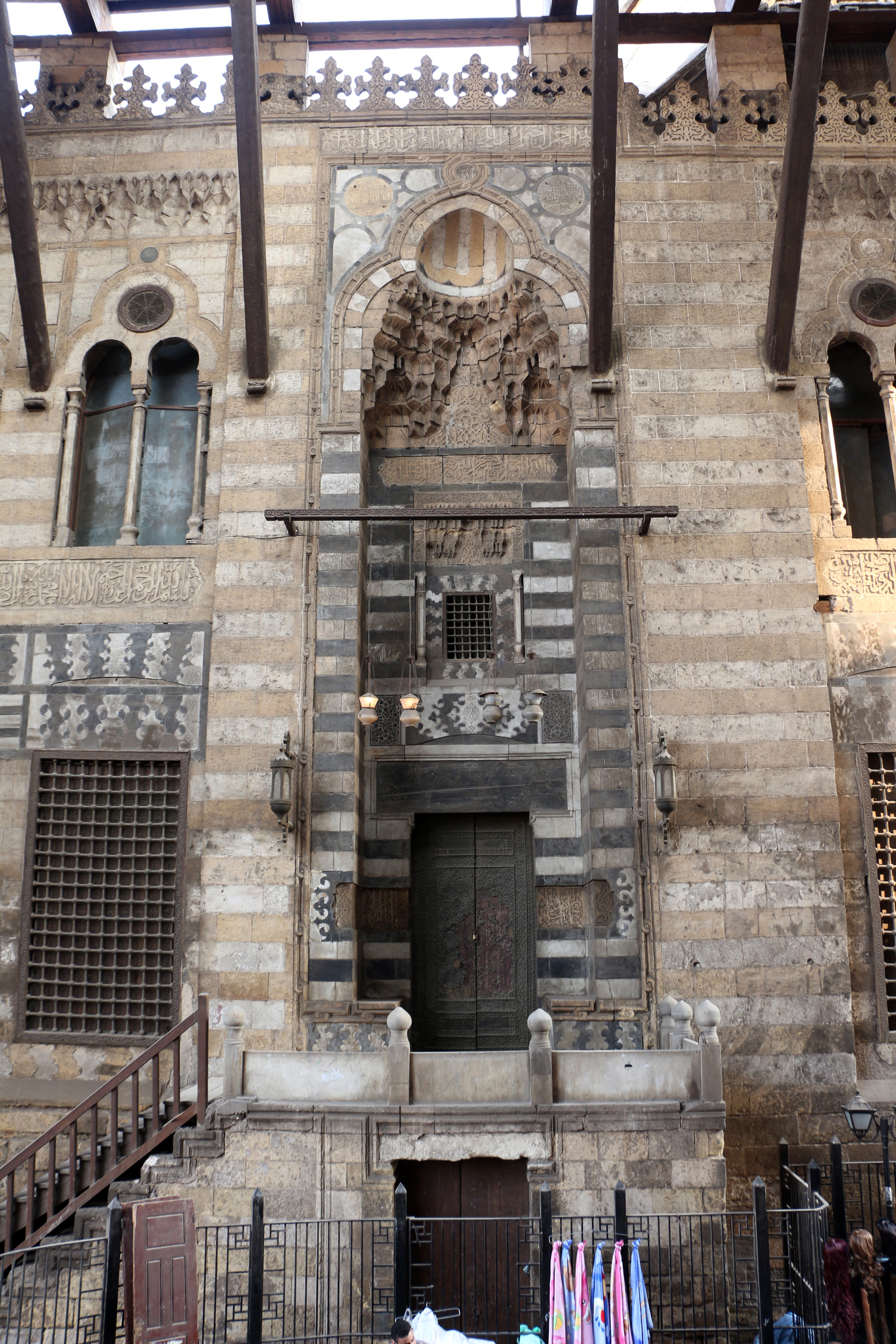
أحد مدخلي المجموعة بشارع المعز
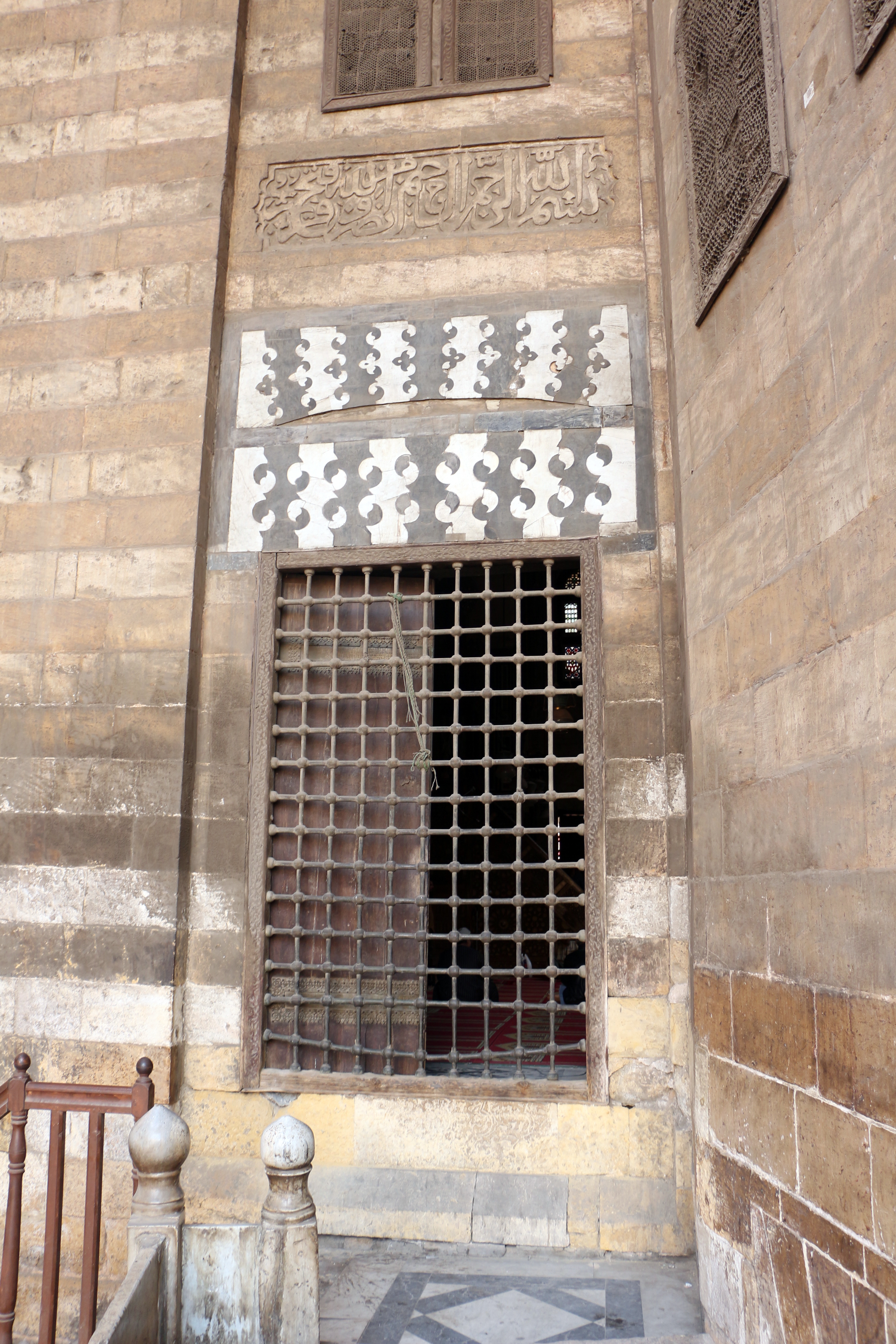
المجموعة من الخارج
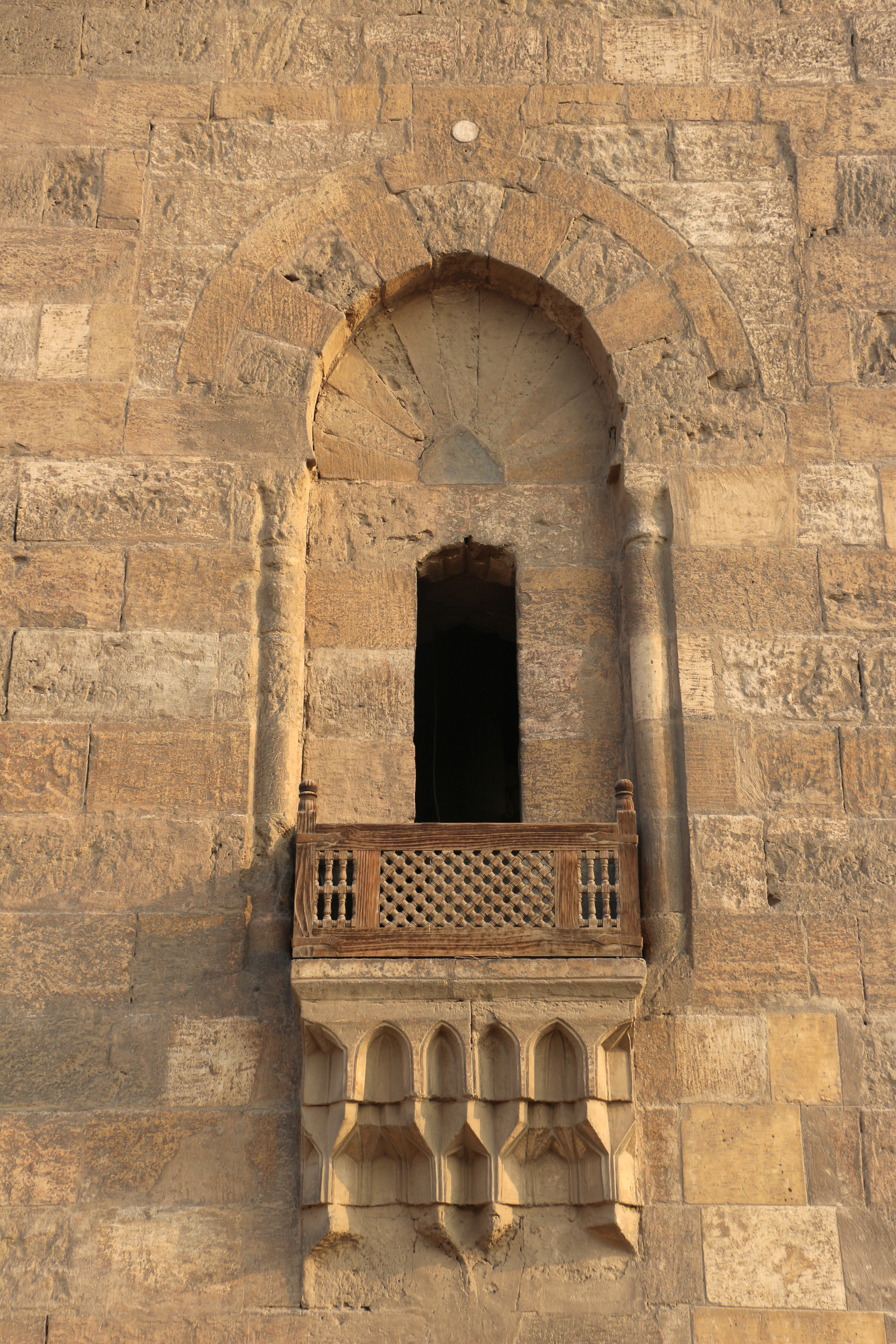
المجموعة من الخارج
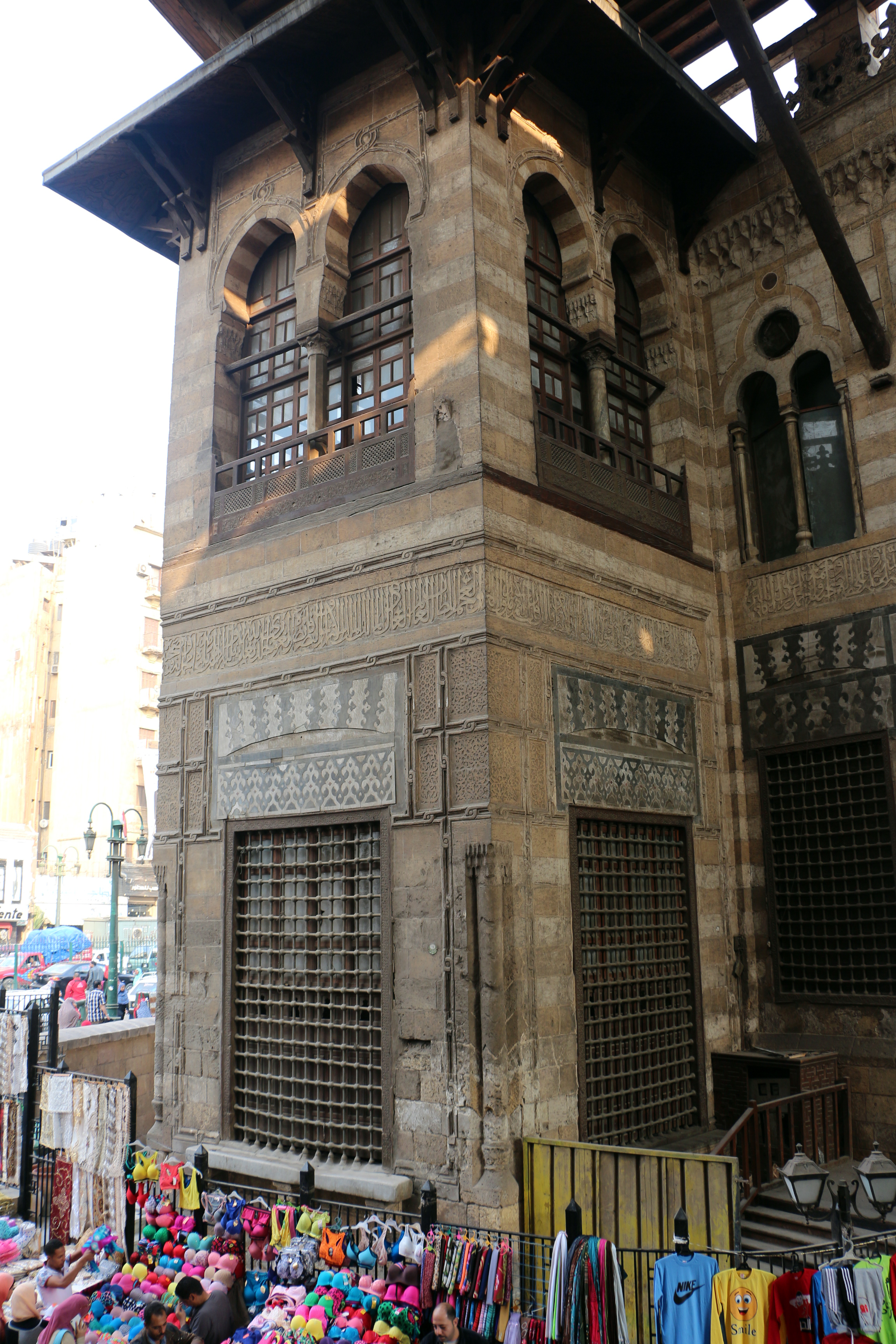
المجموعة من الخارج
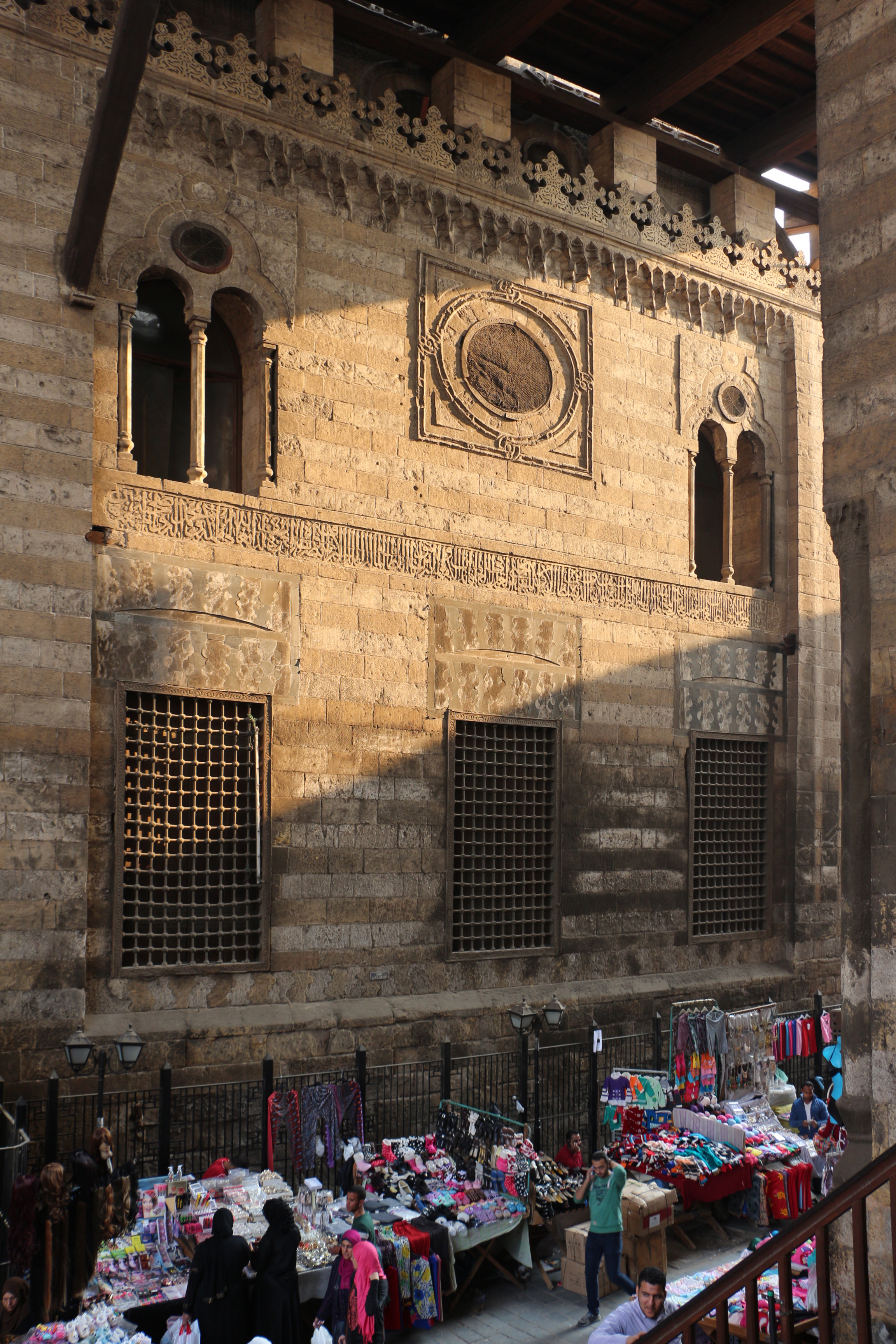
المجموعة من الخارج
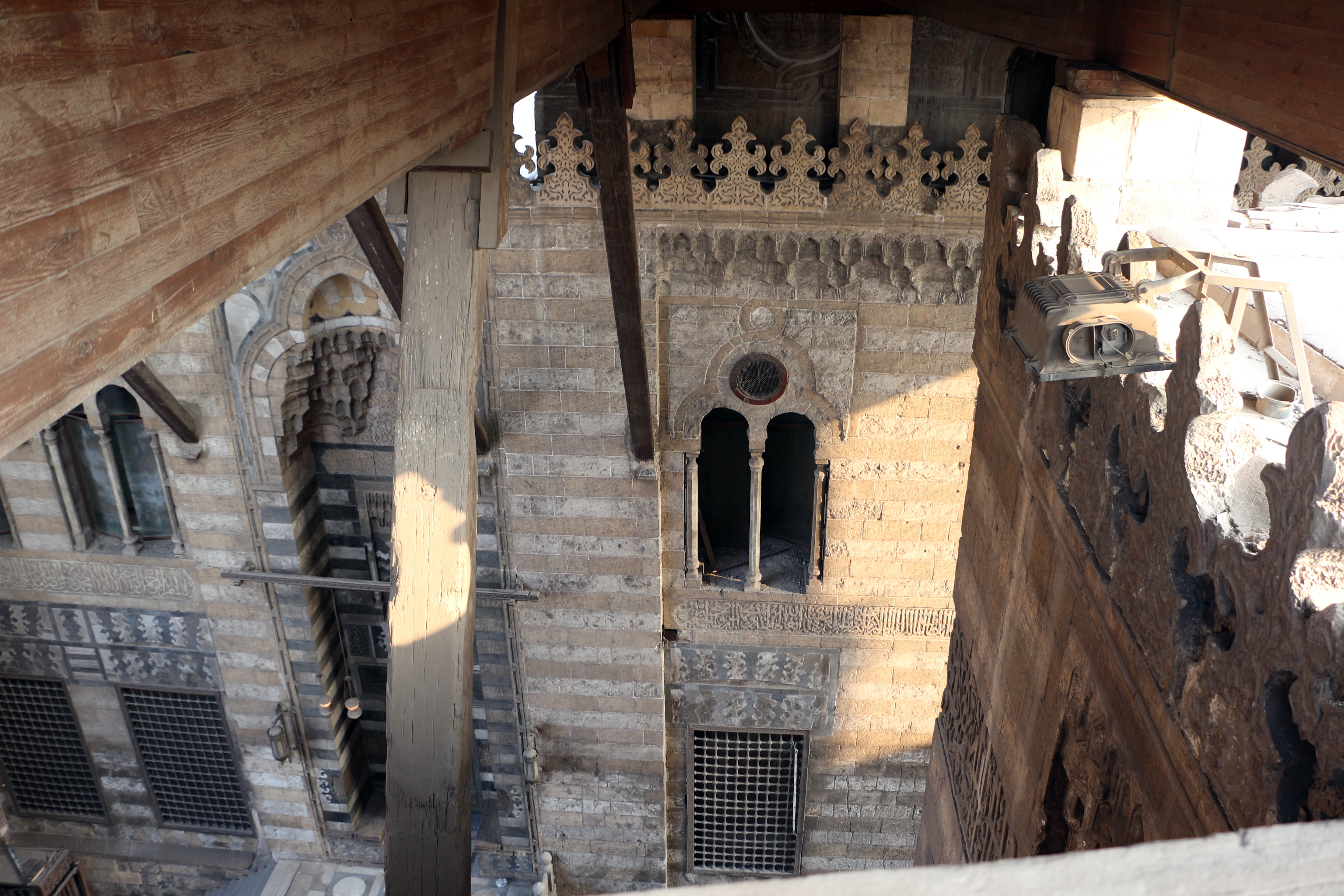
المجموعة من الخارج
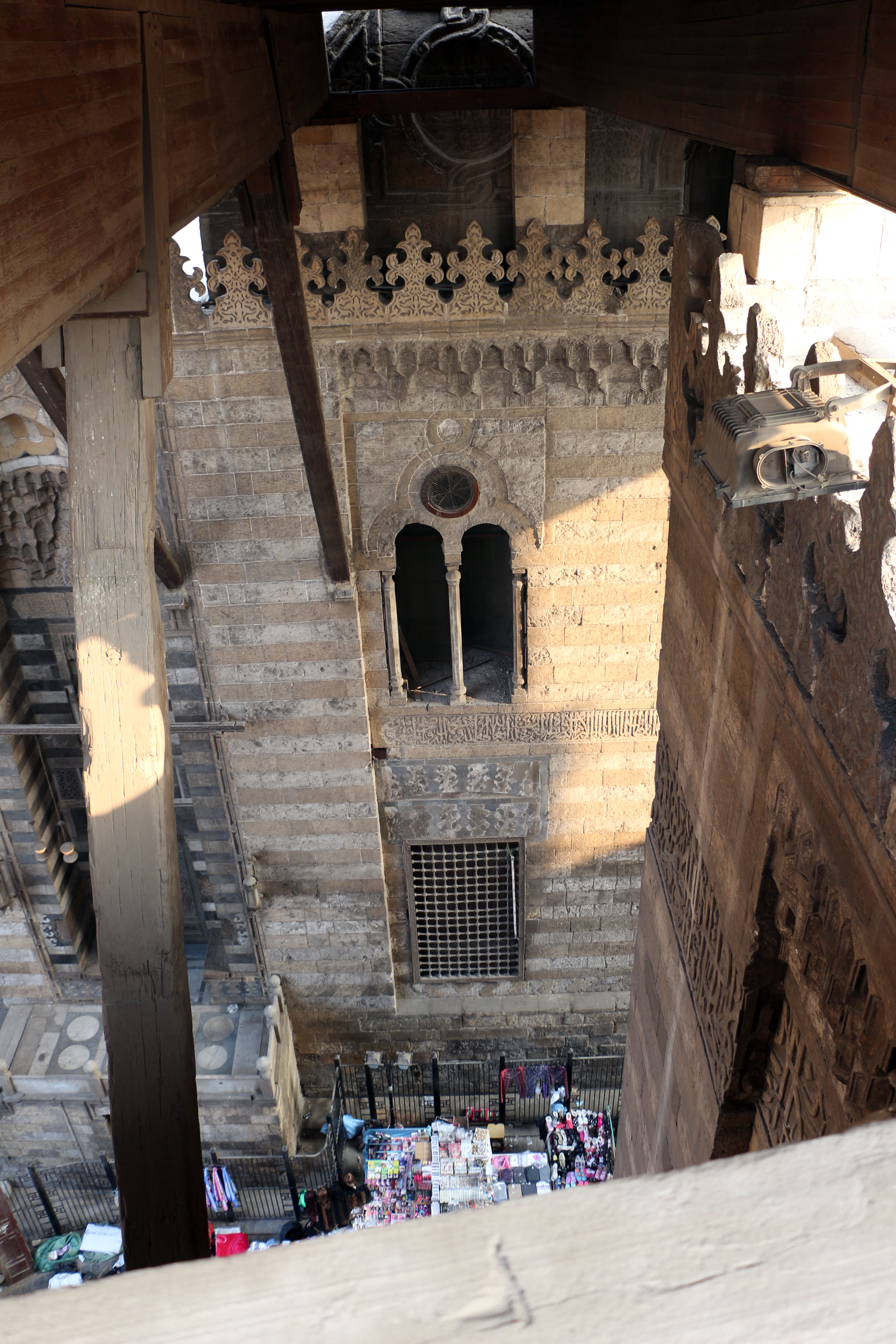
المجموعة من الخارج
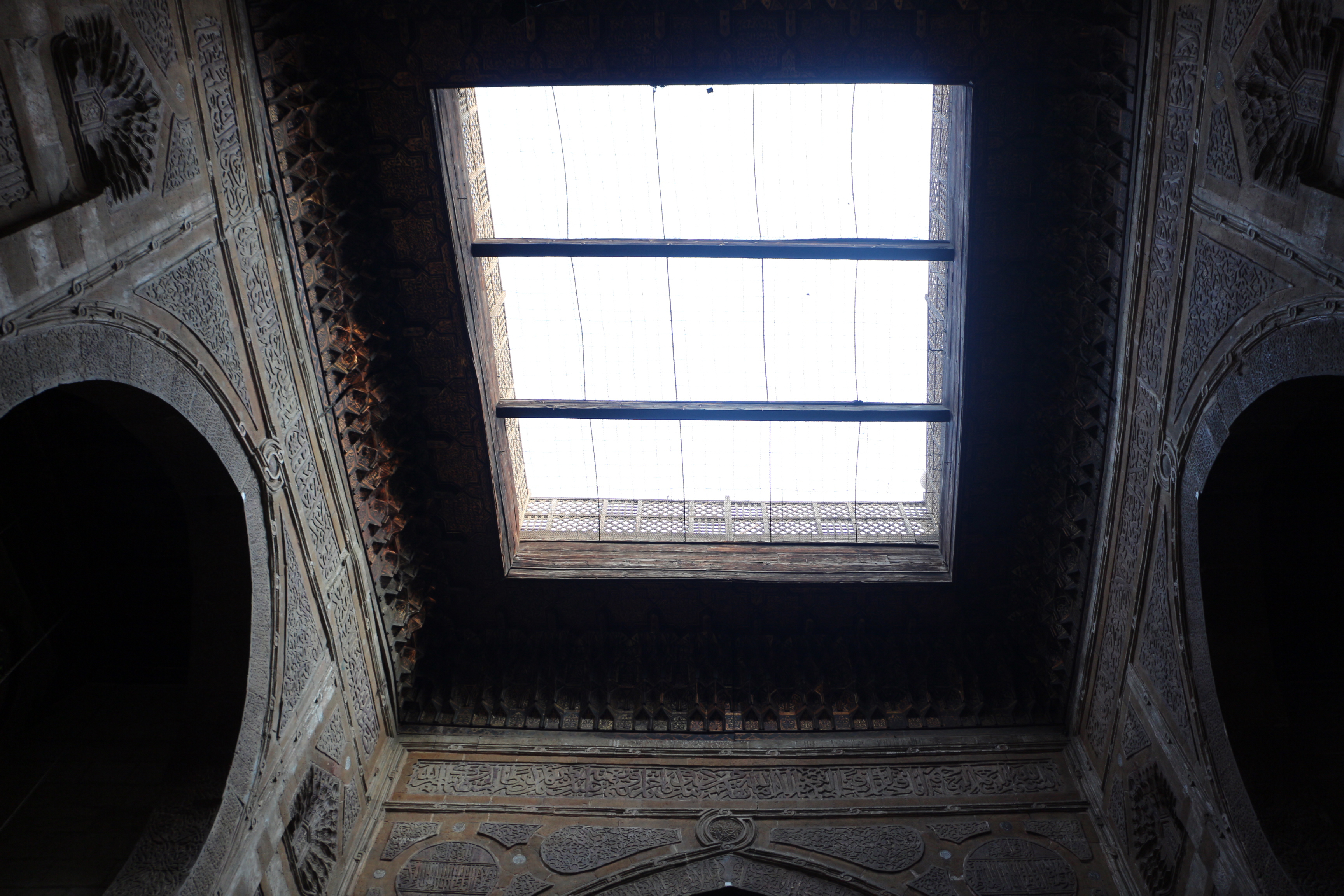
سقف الصحن المكشوف
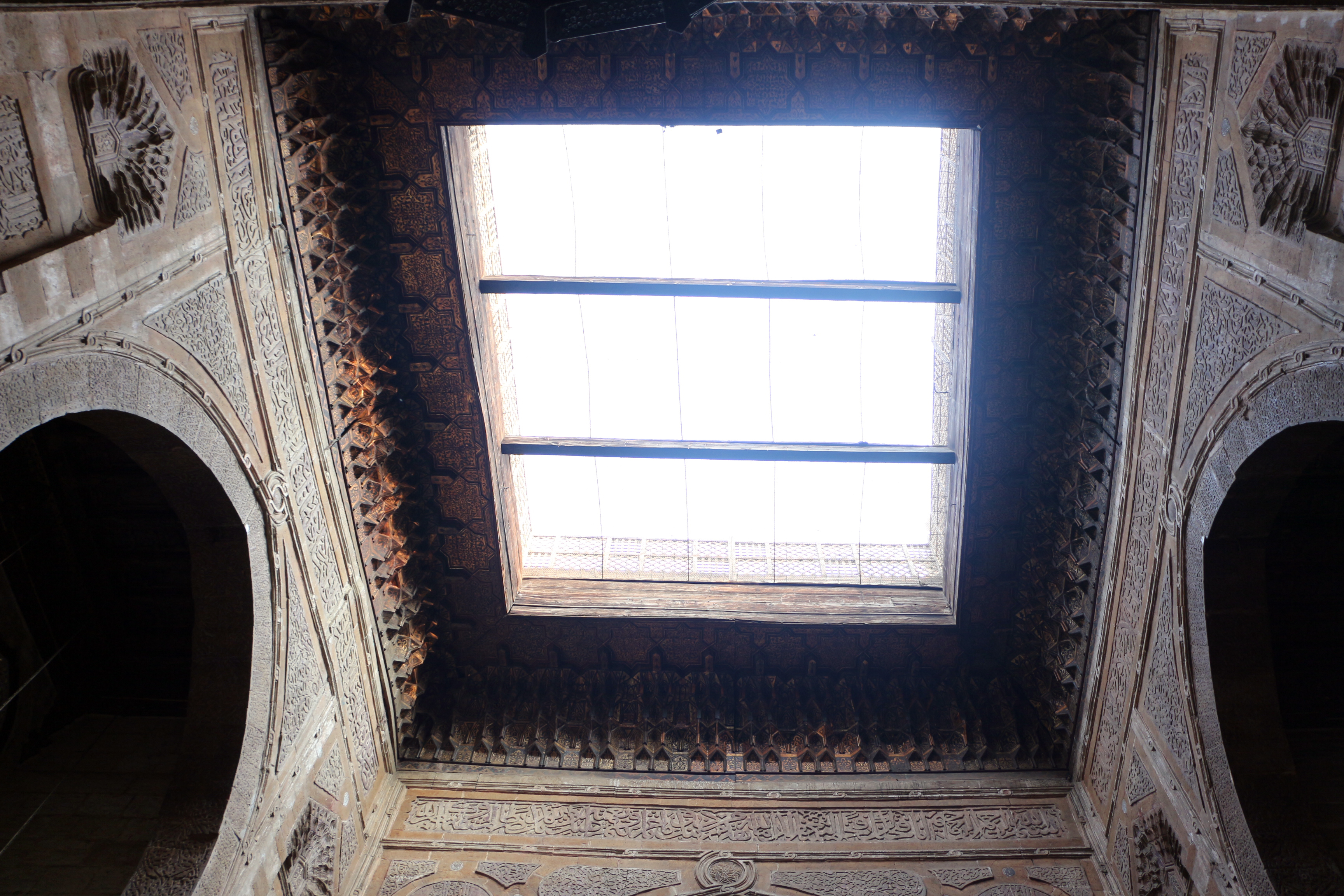
سقف الصحن المكشوف
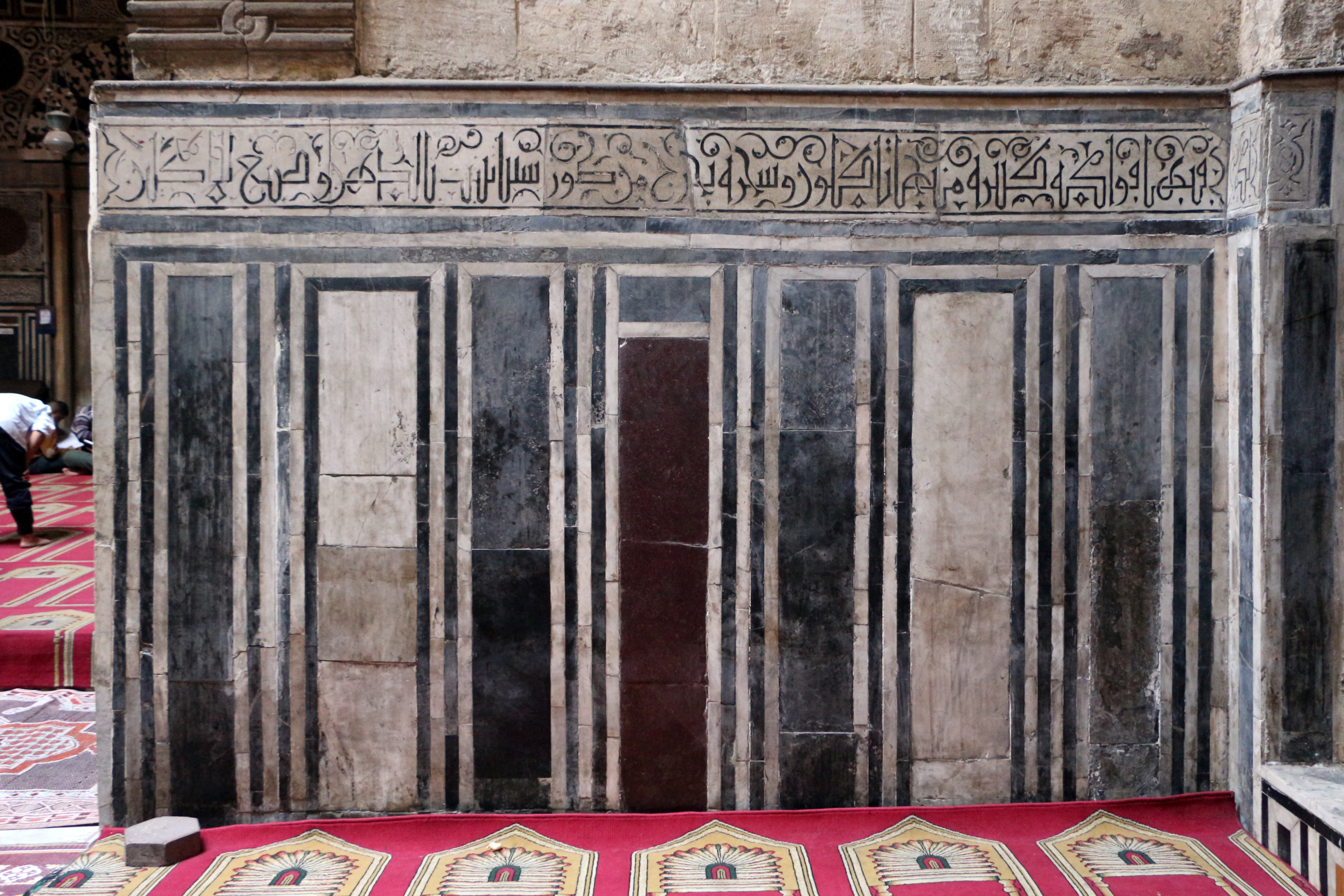
الرخام الملون على الحوائط الداخلية
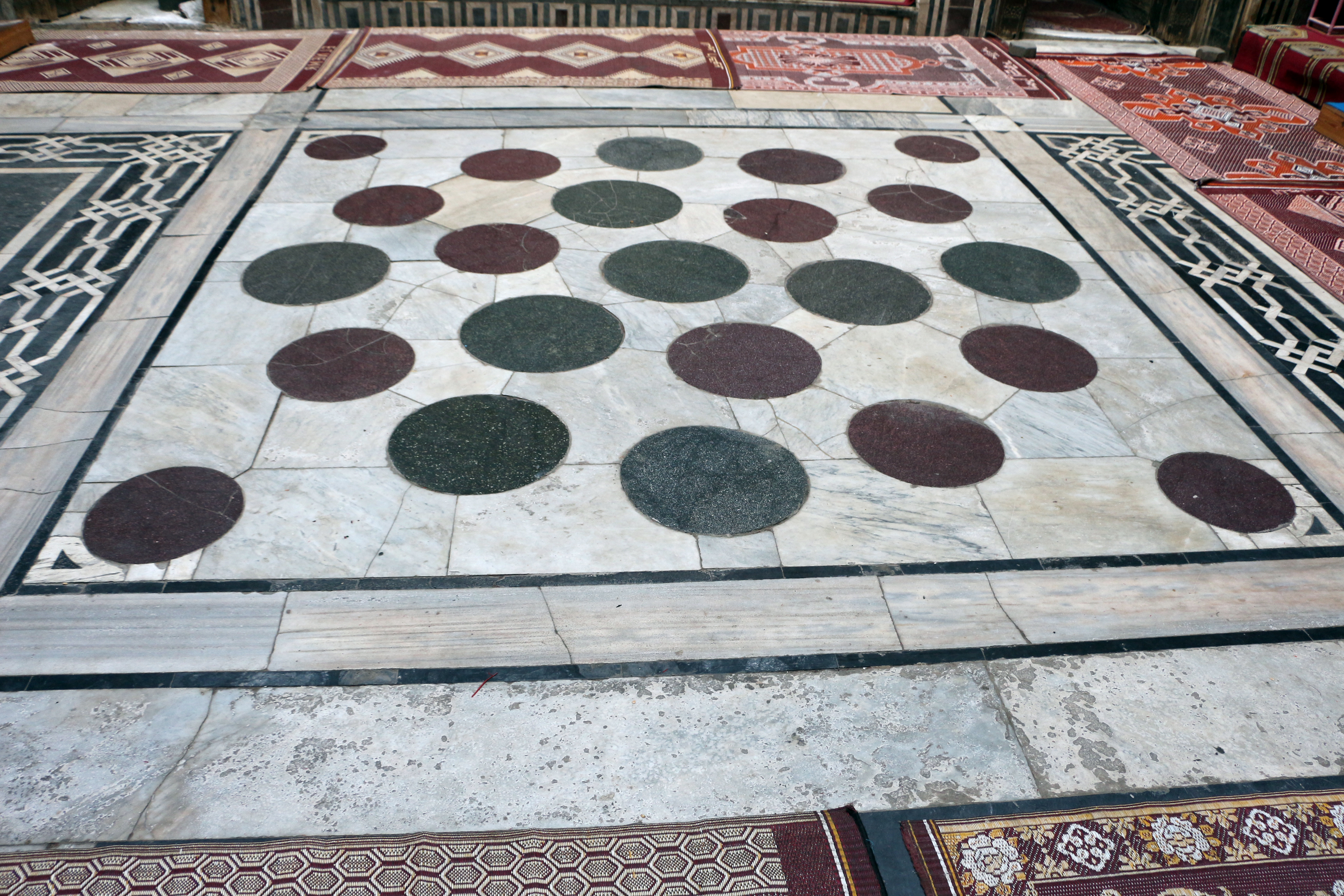
الرخام الملون بالأرضية
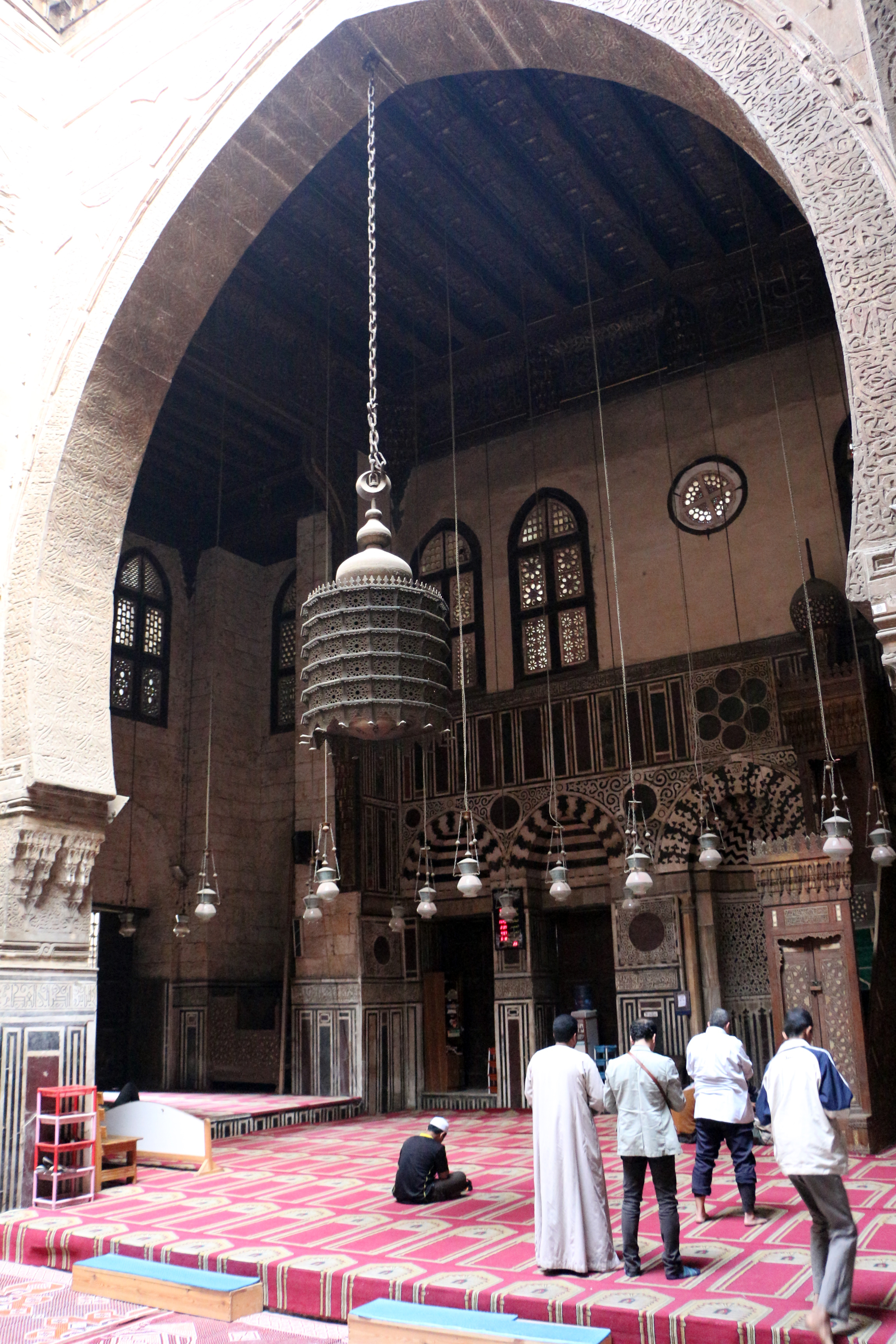
إيوان القبلة وبه المنبر والمحراب
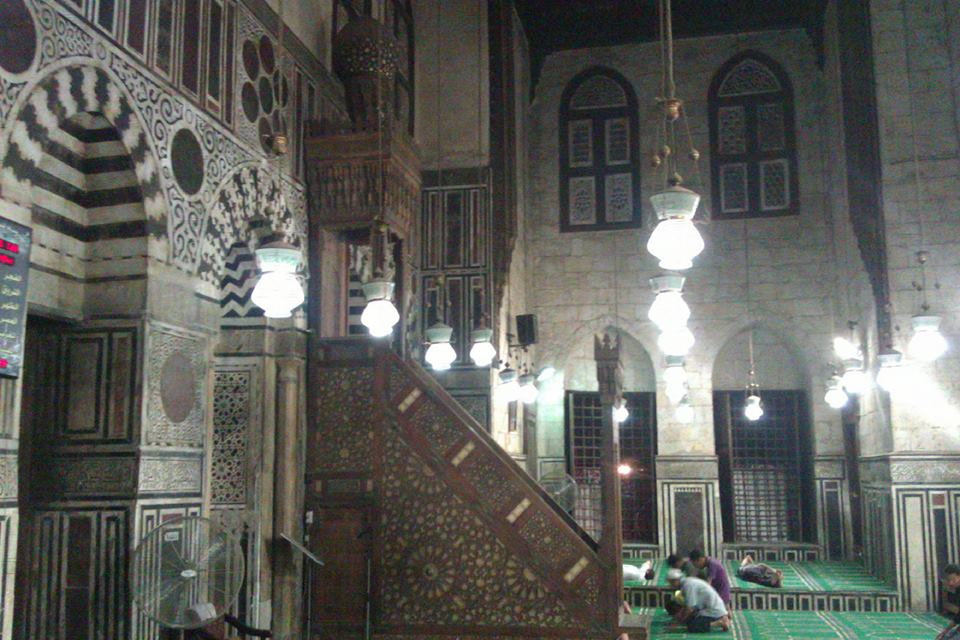
المنبر والمحراب
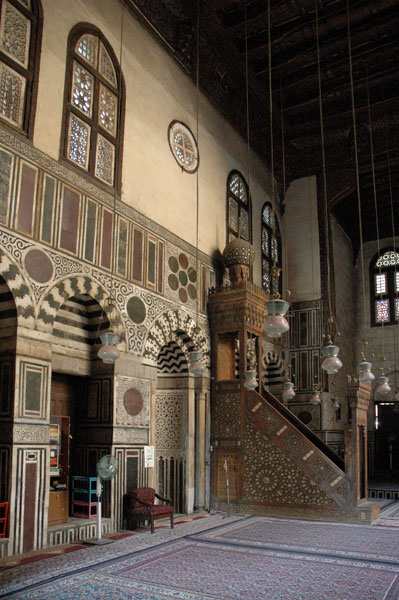
المنبر والمحراب
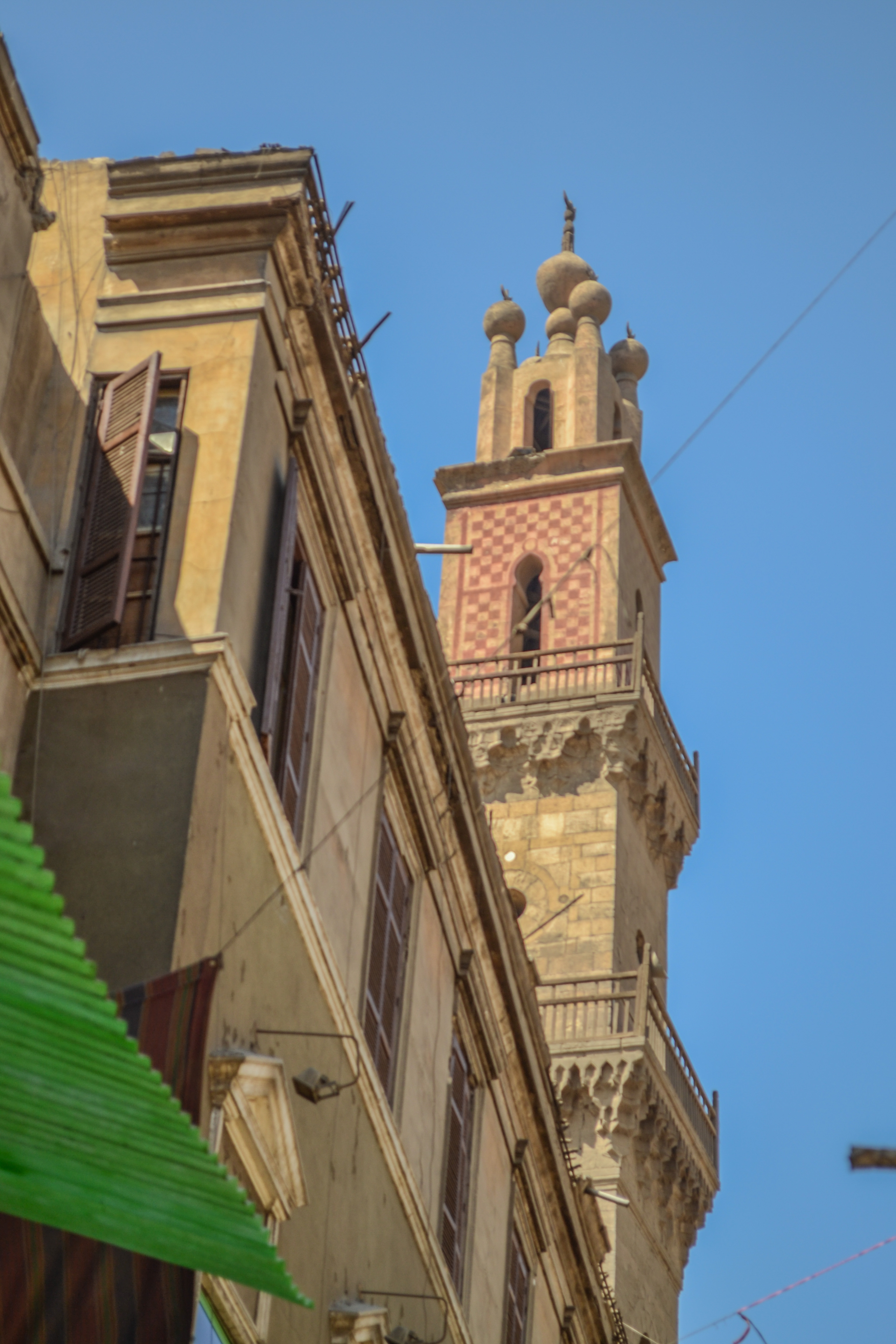
منارة المسجد
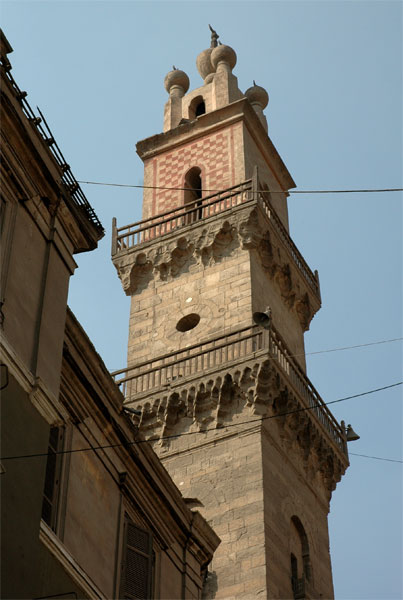
منارة المسجد
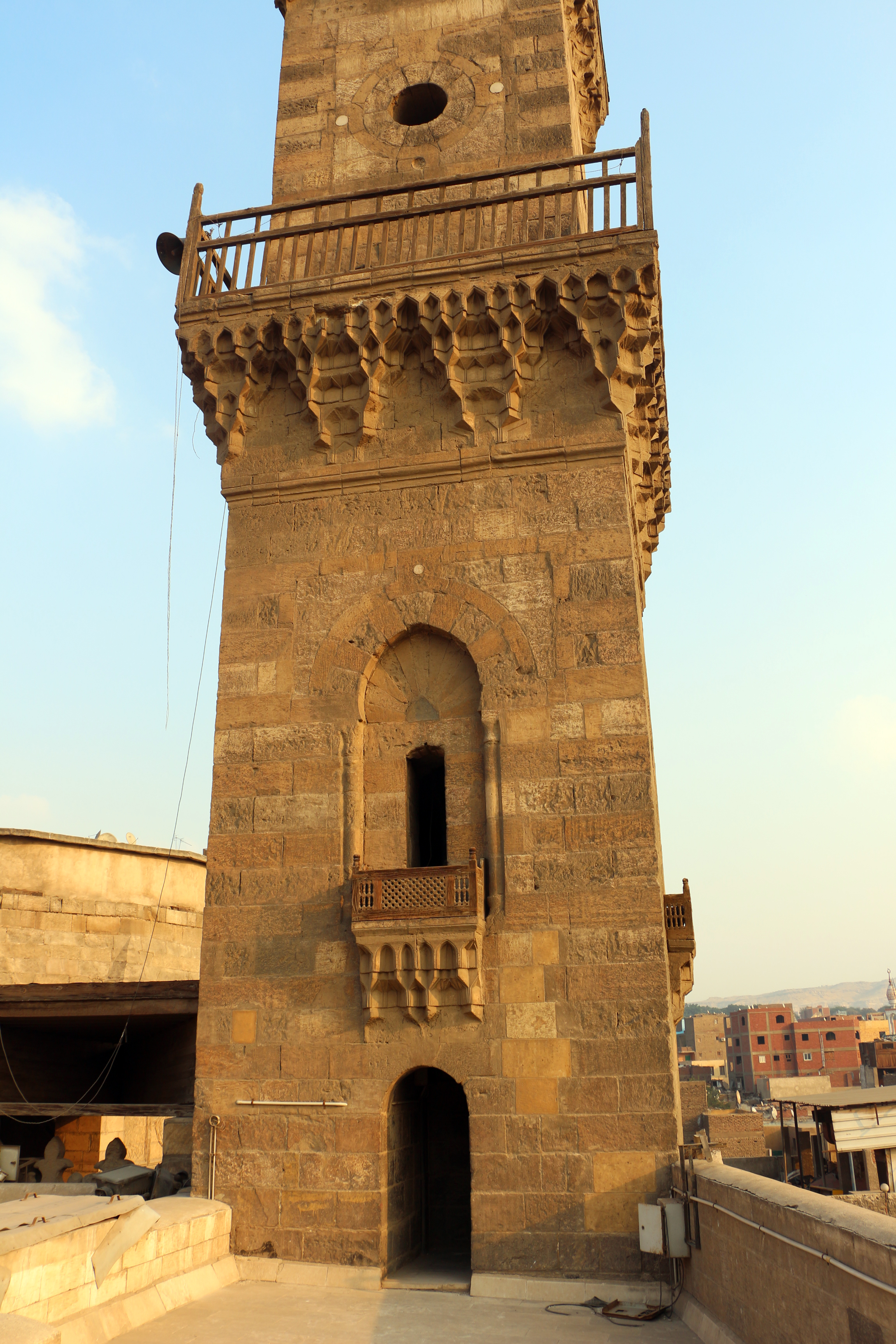
منارة المسجد
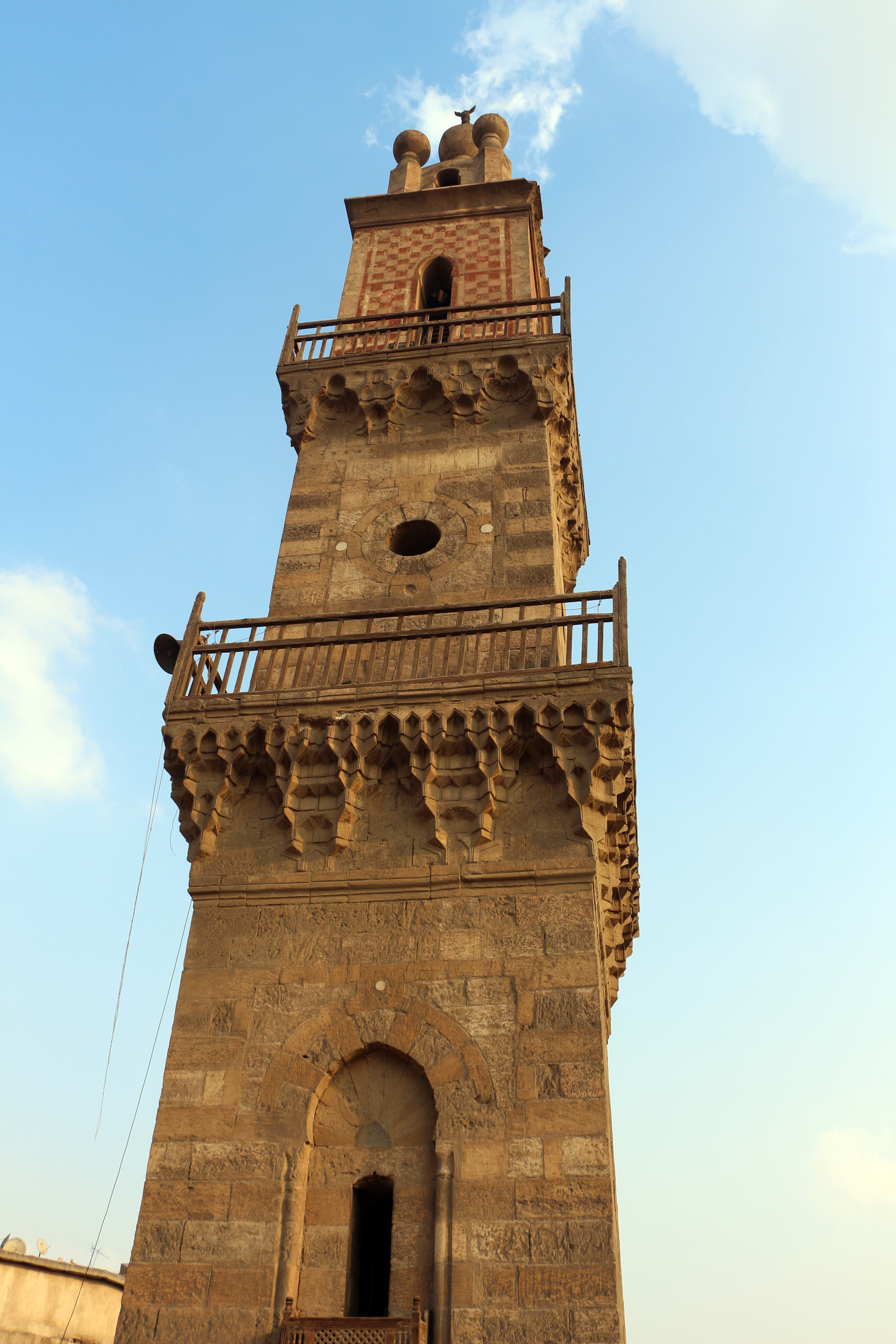
منارة المسجد
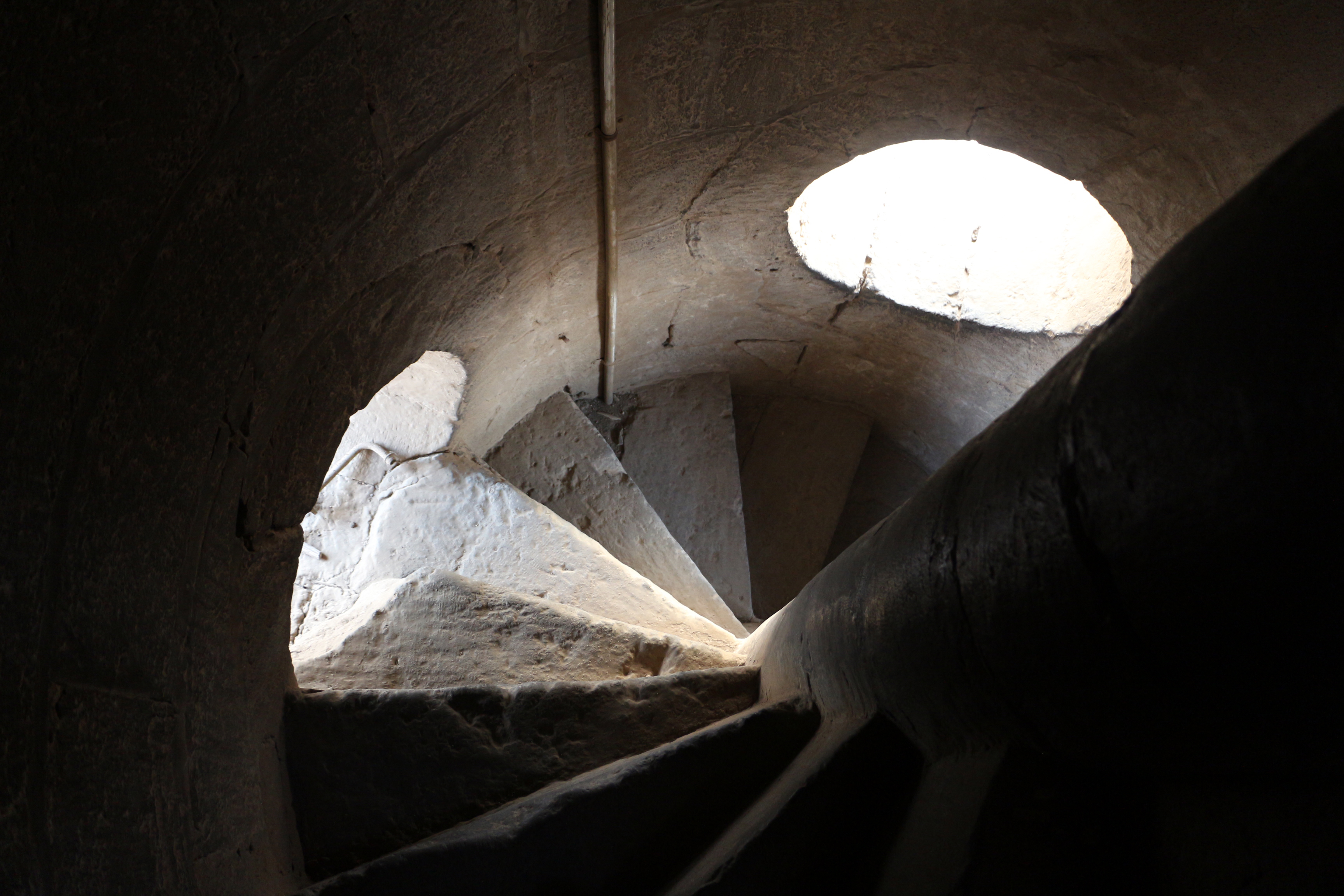
سلم المنارة
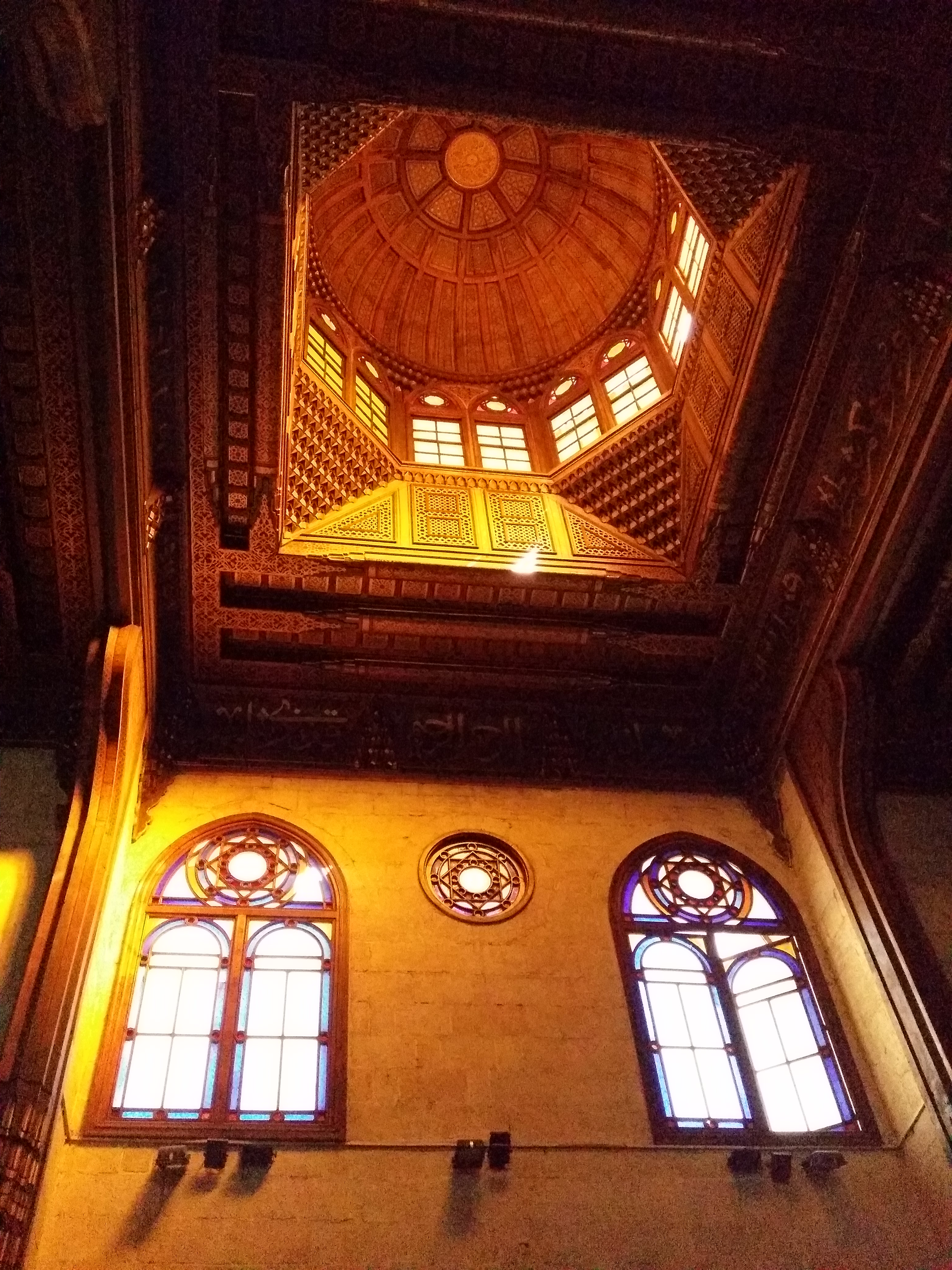
النوافذ من الداخل
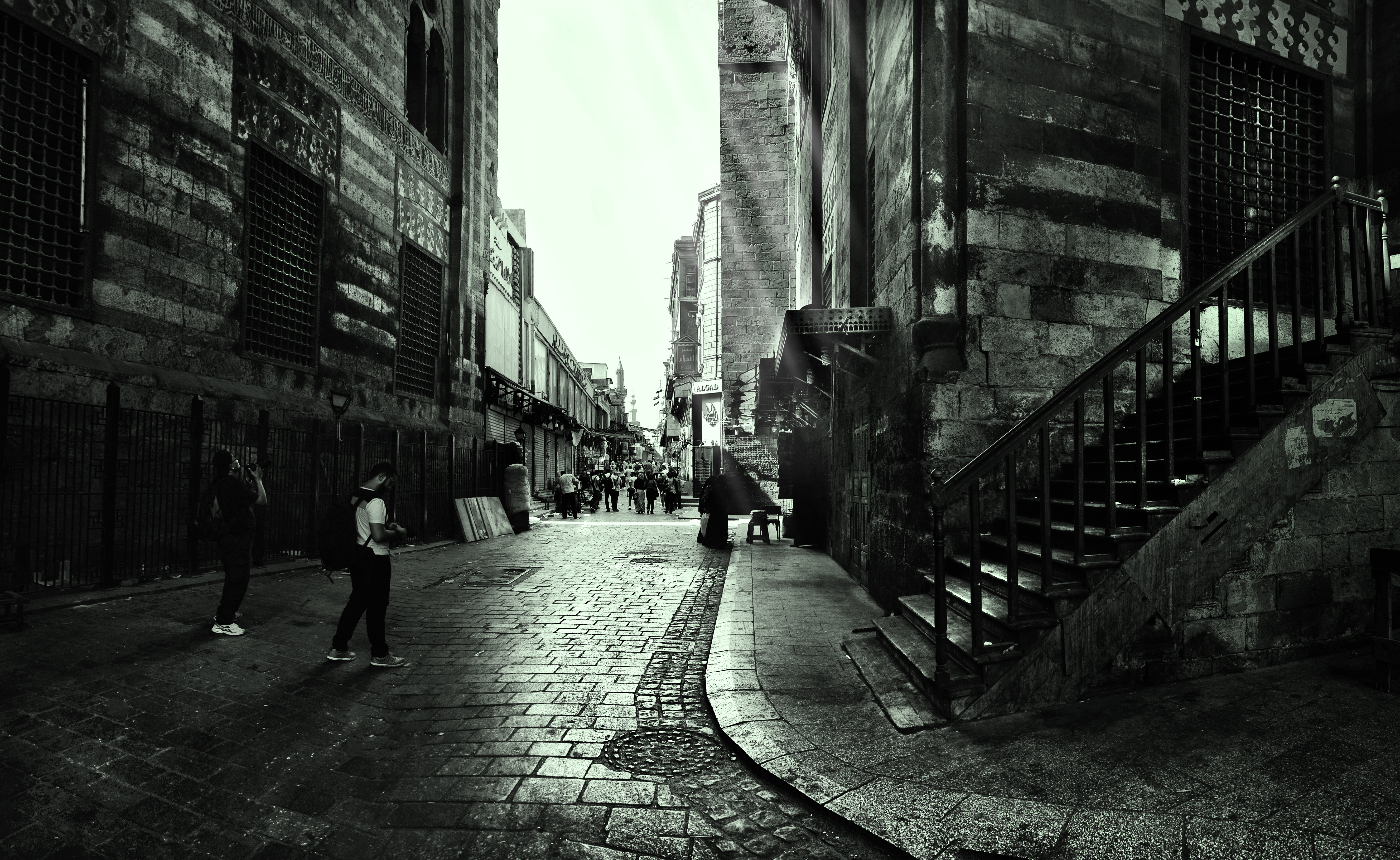
شارع المعز بين مدخلي المجموعة
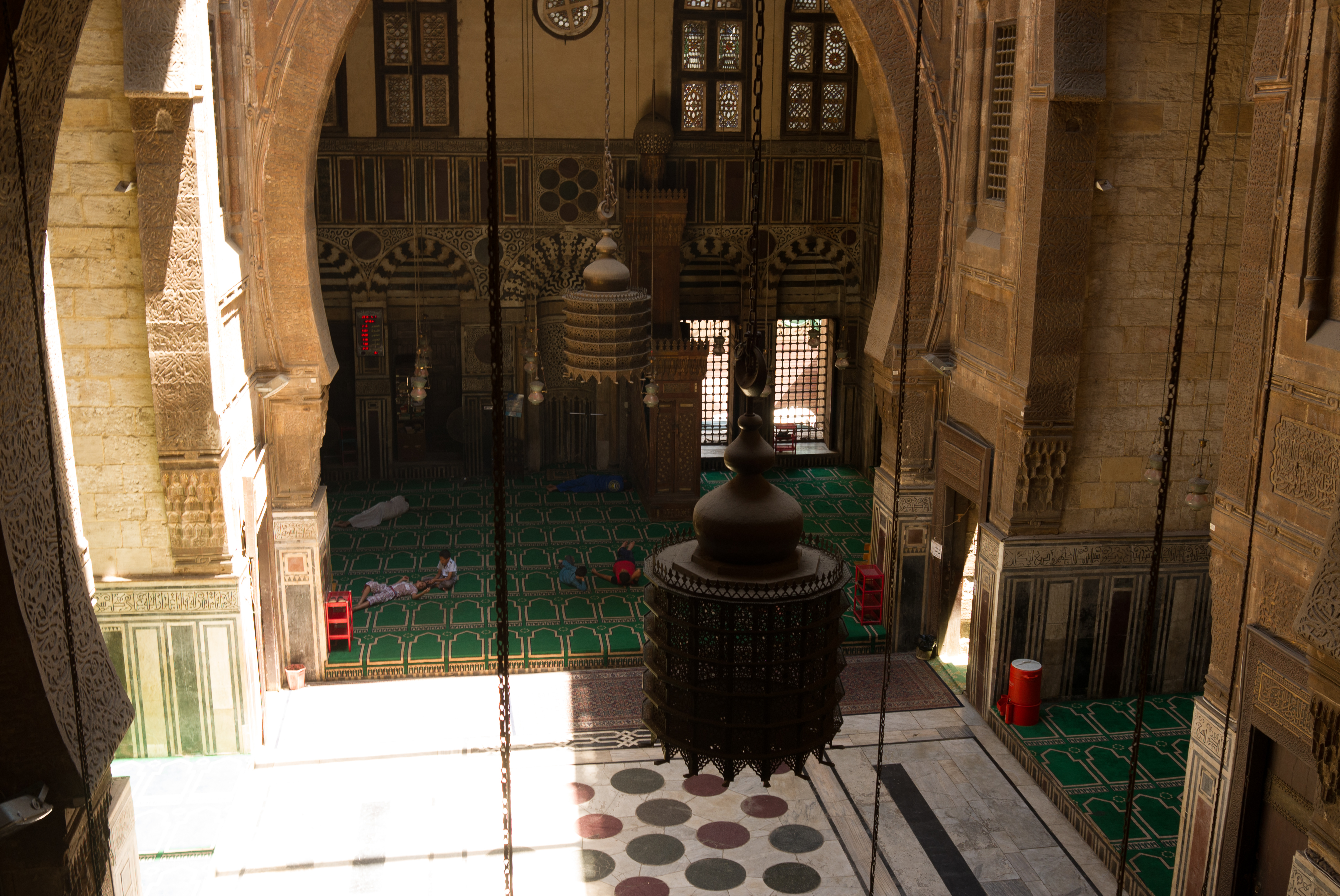
المسجد من الداخل
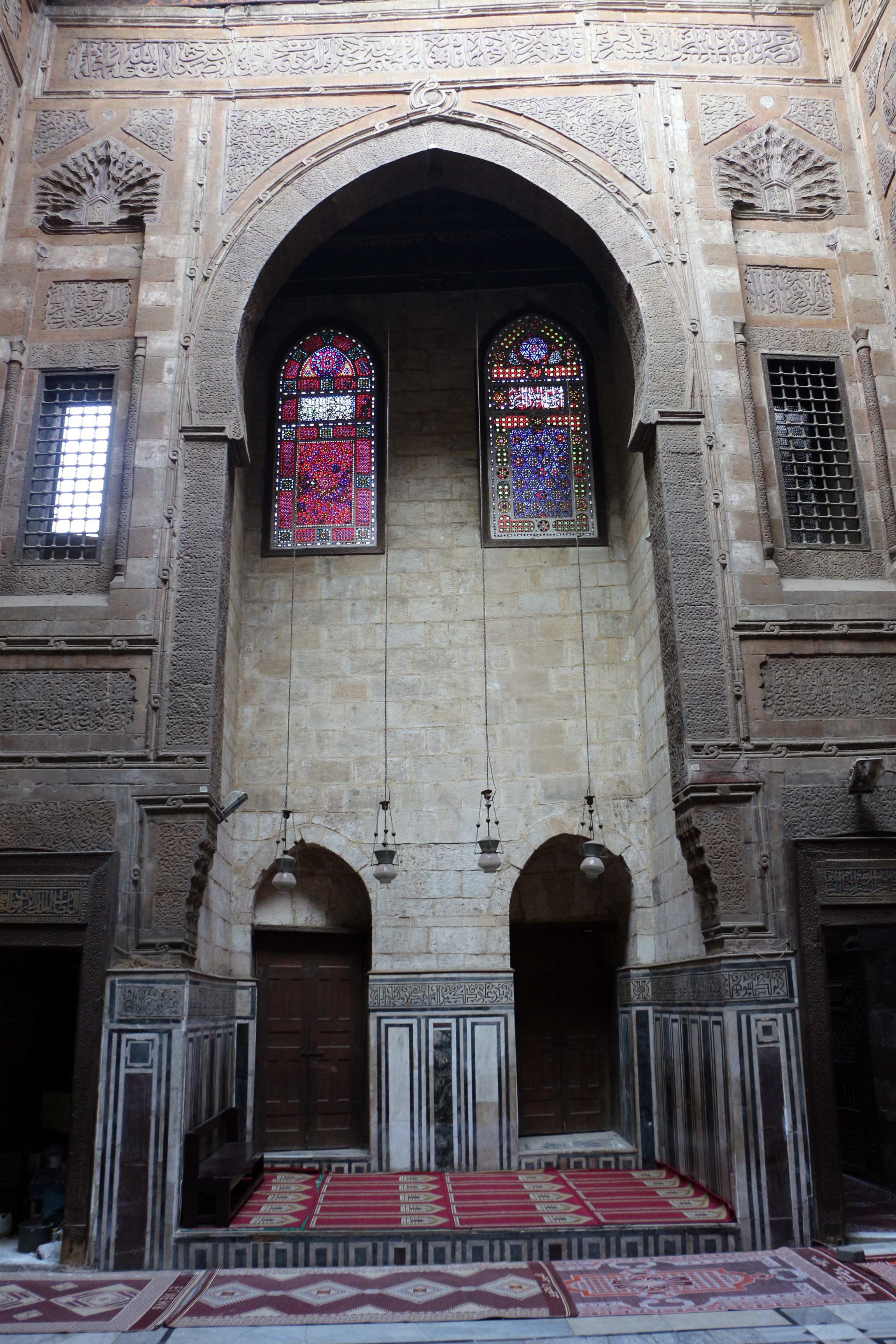
المسجد من الداخل
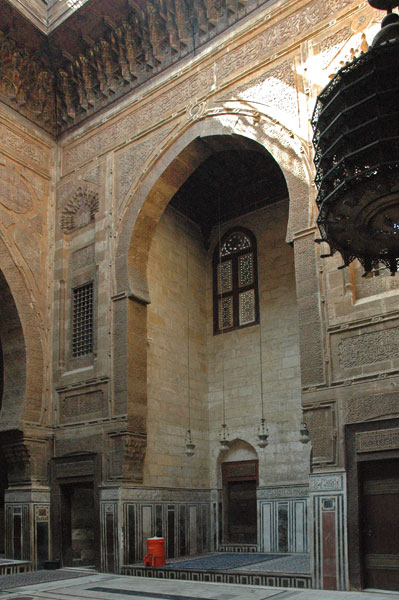
المسجد من الداخل
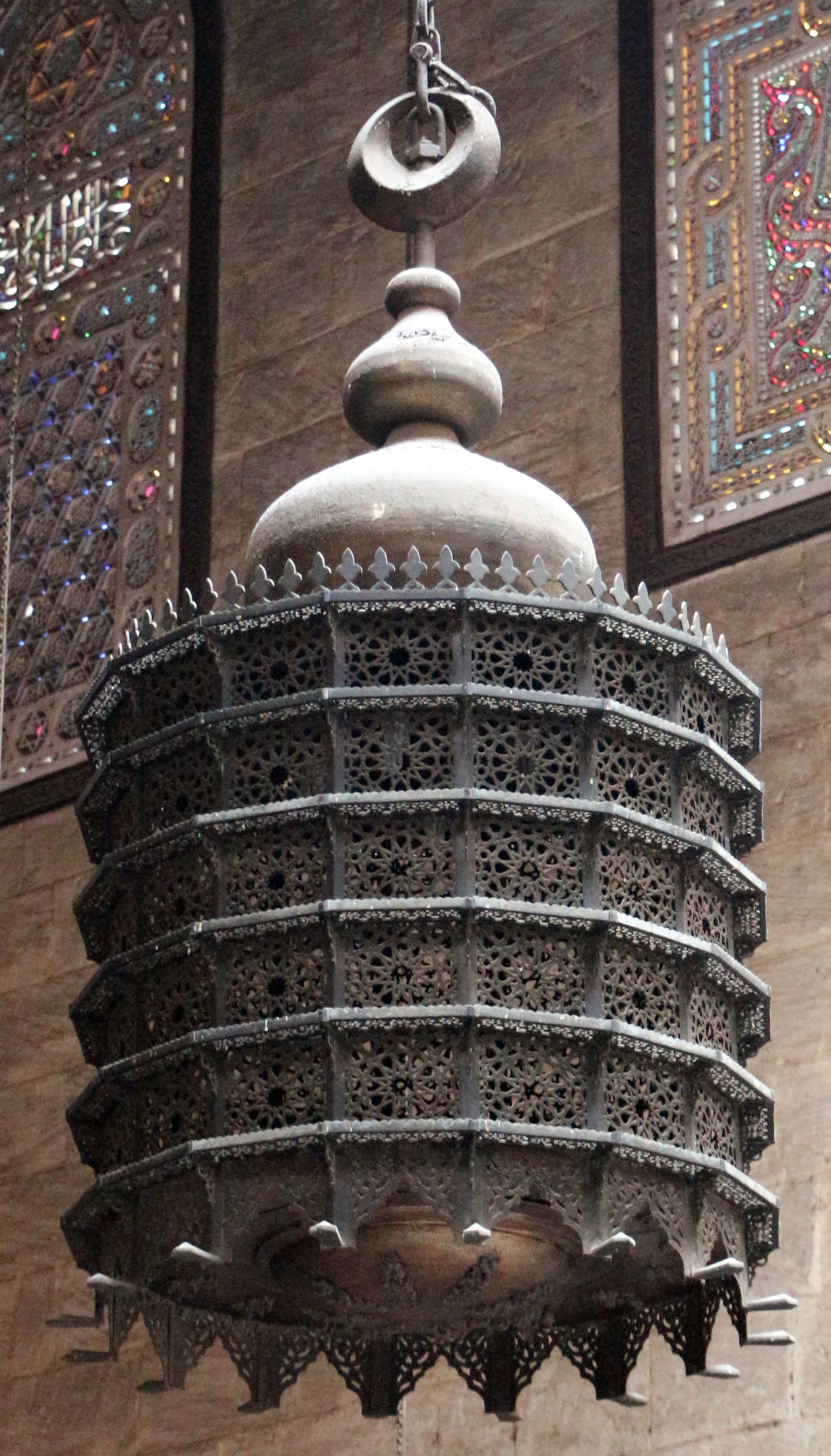
المسجد من الداخل
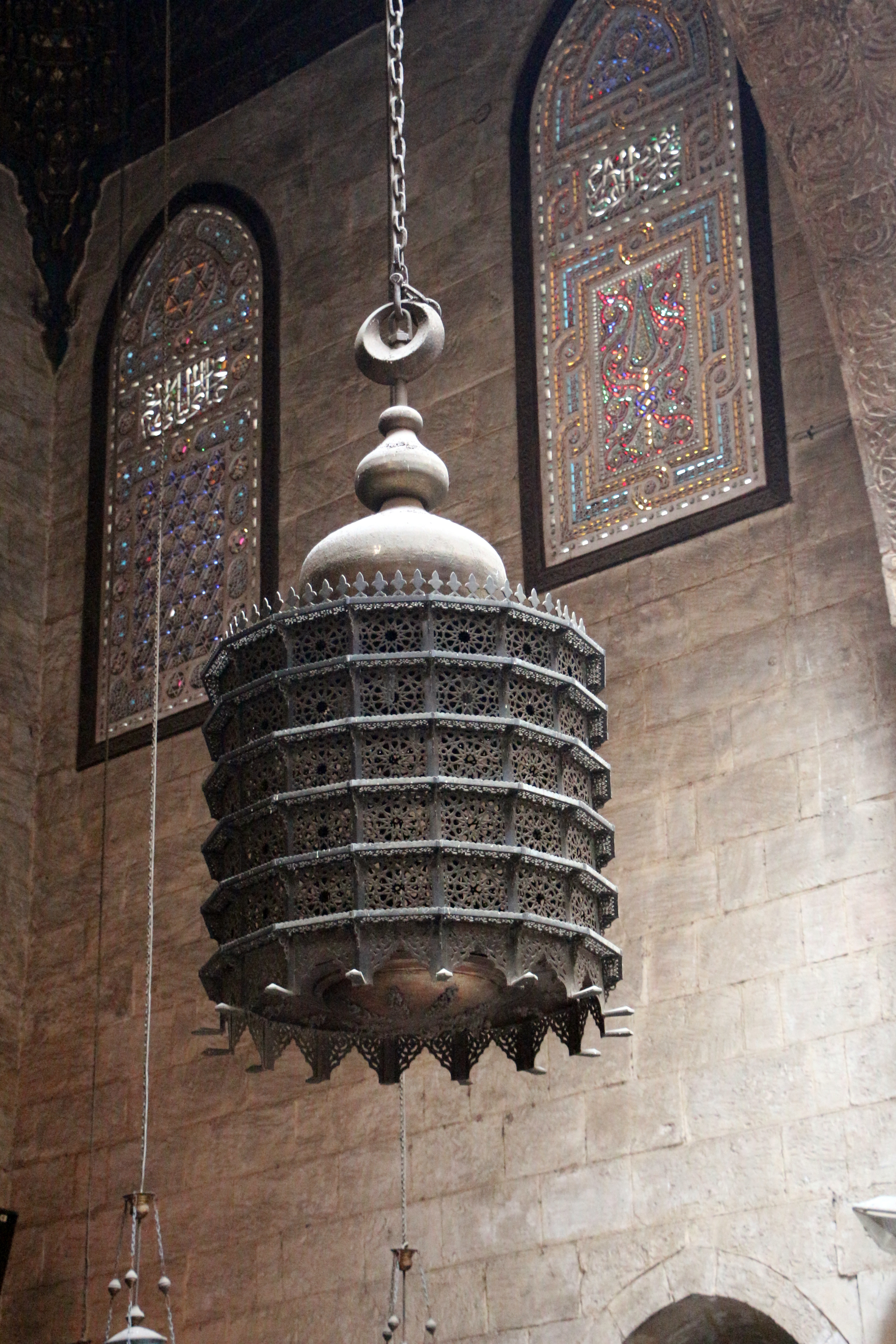
المسجد من الداخل
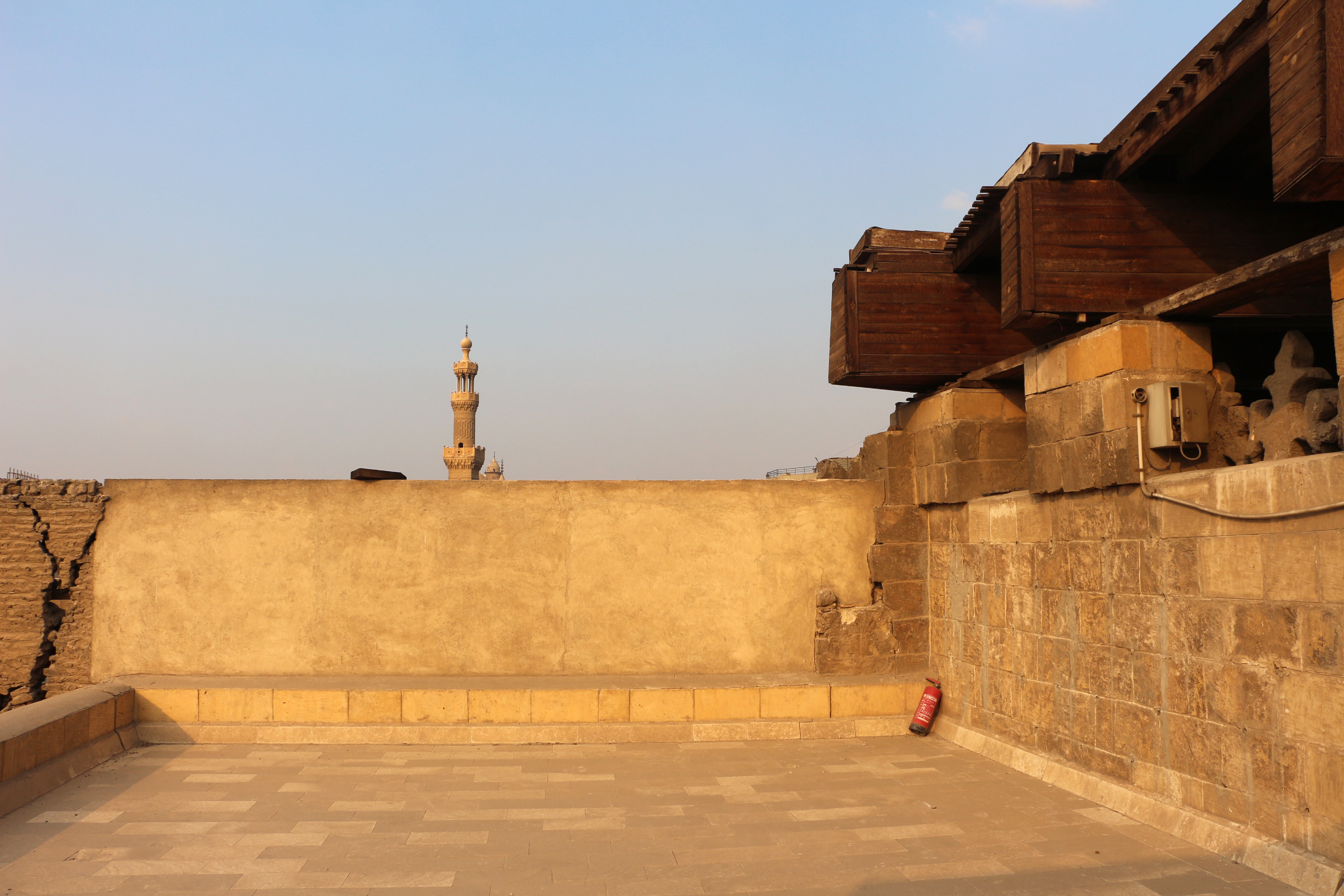
سطح المجموعة وتظهر به قواعد السقيفة الخشبية للممر
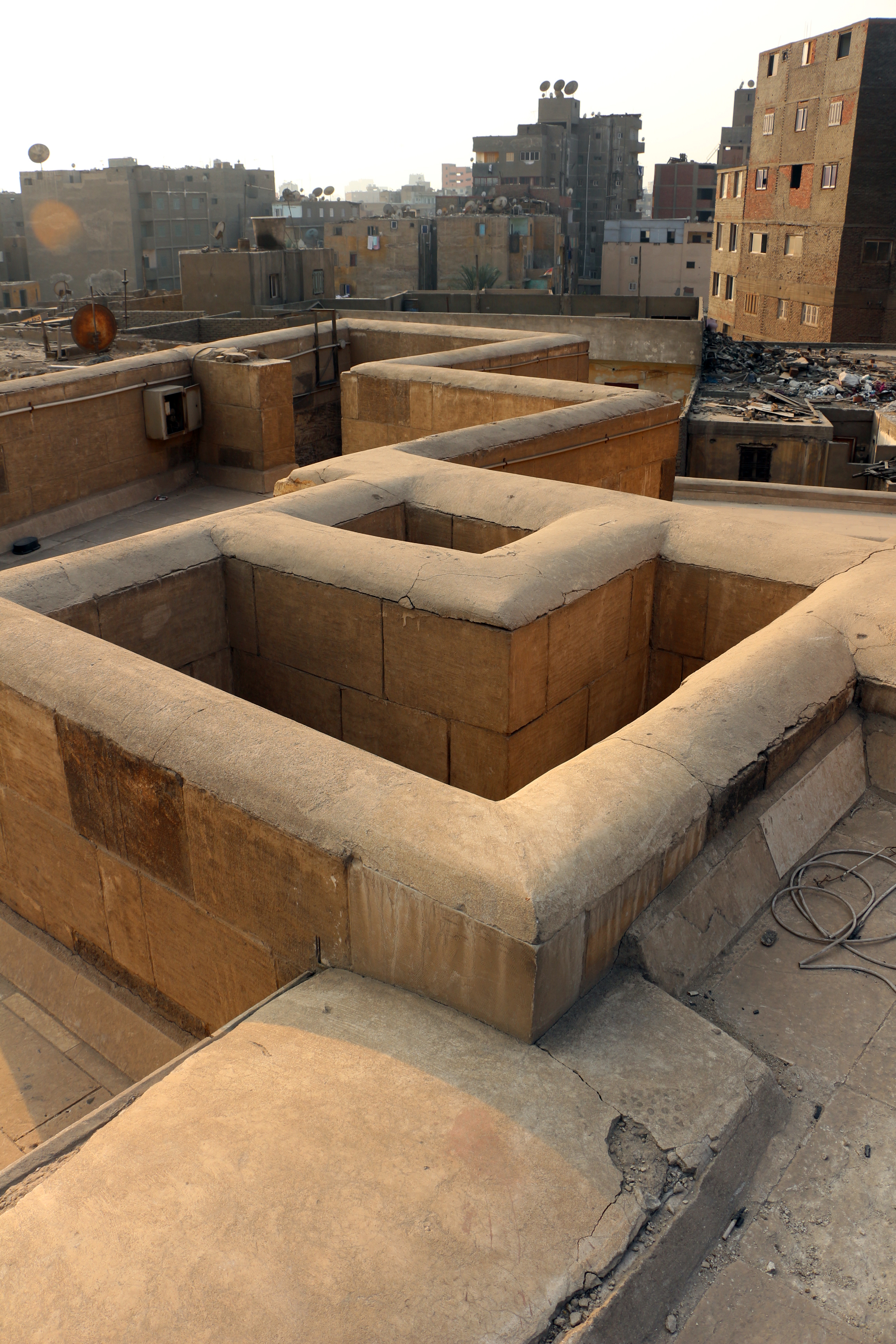
سطح المجموعة
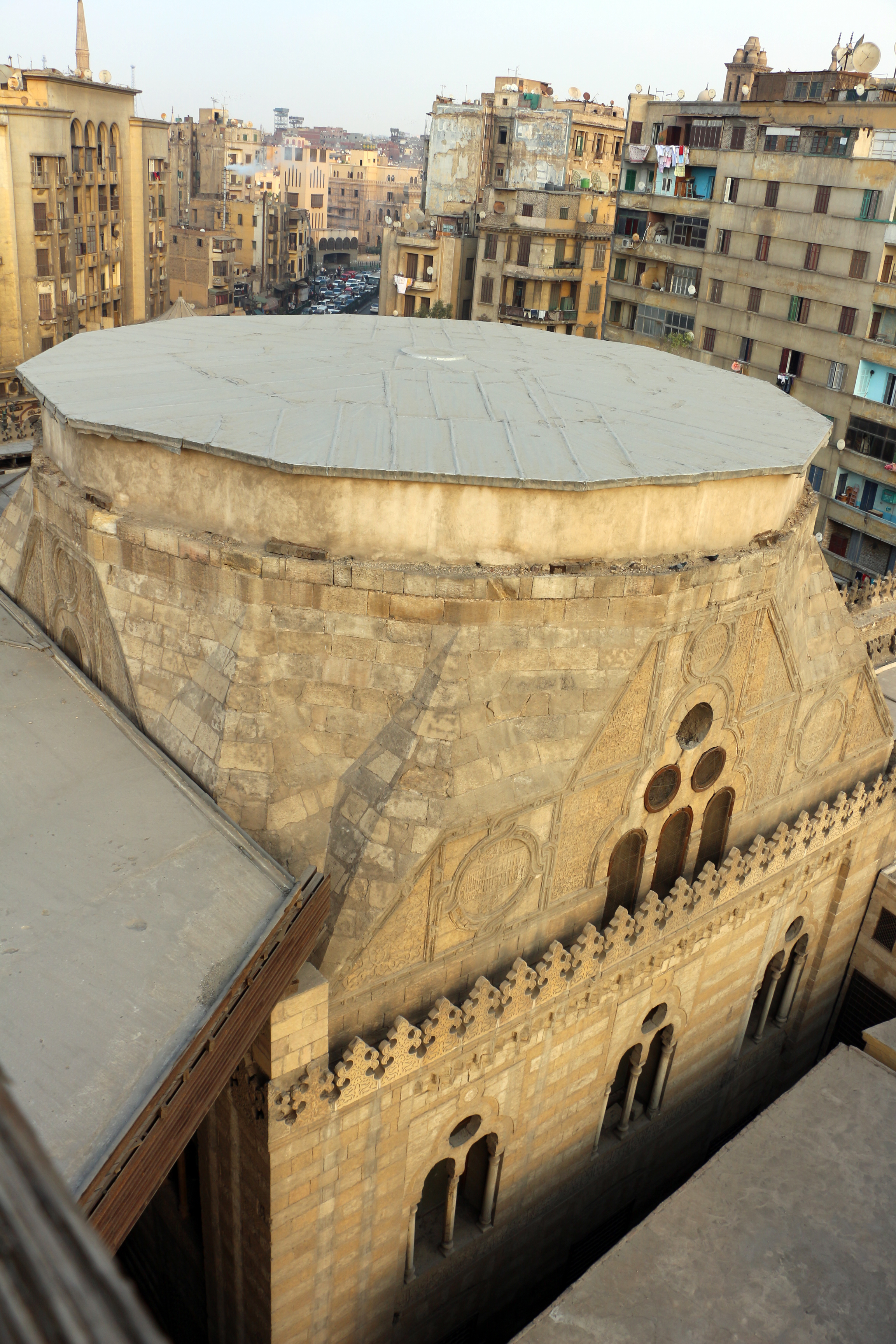
سقف القبة من الخارج
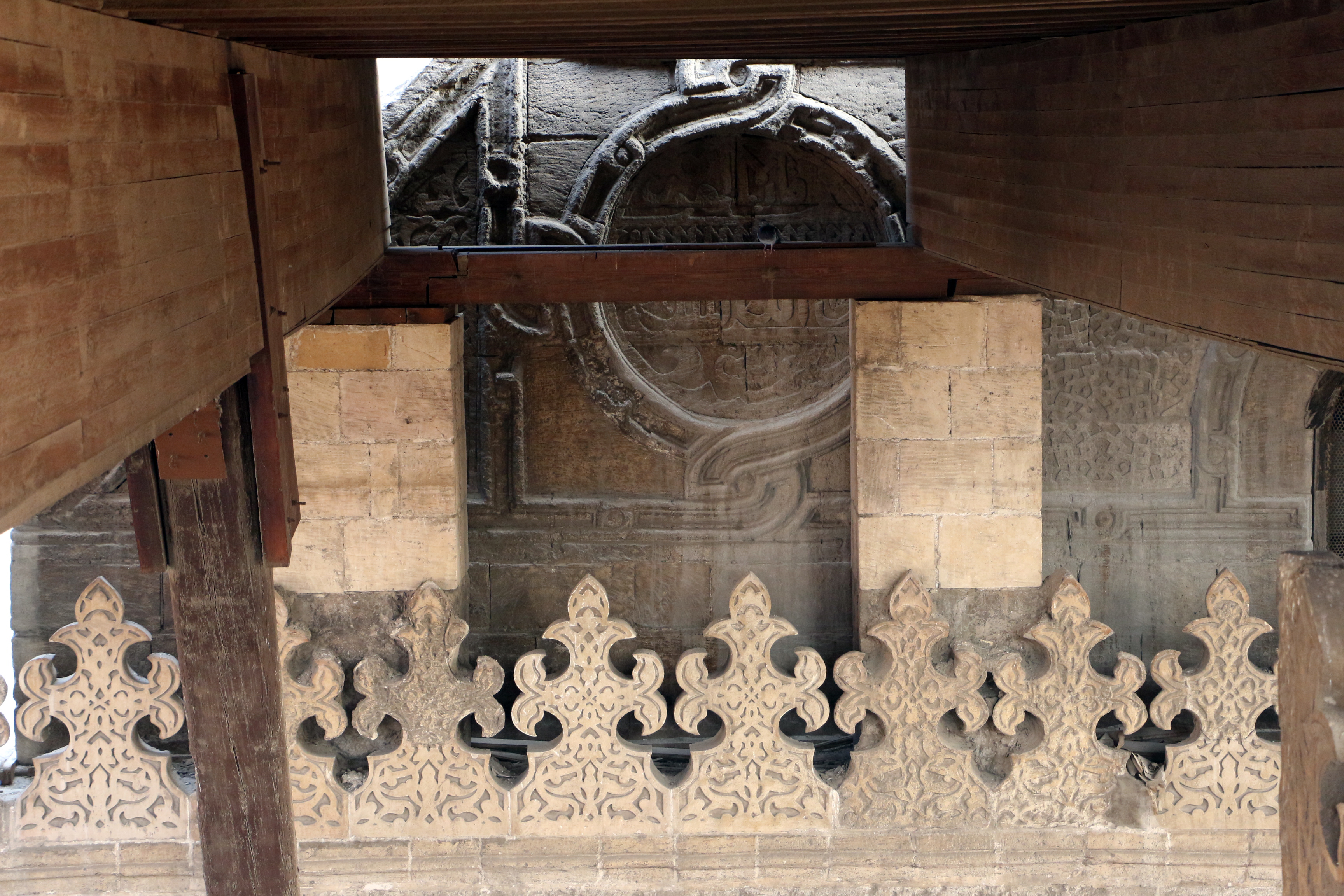
السقف الخشبي للممر
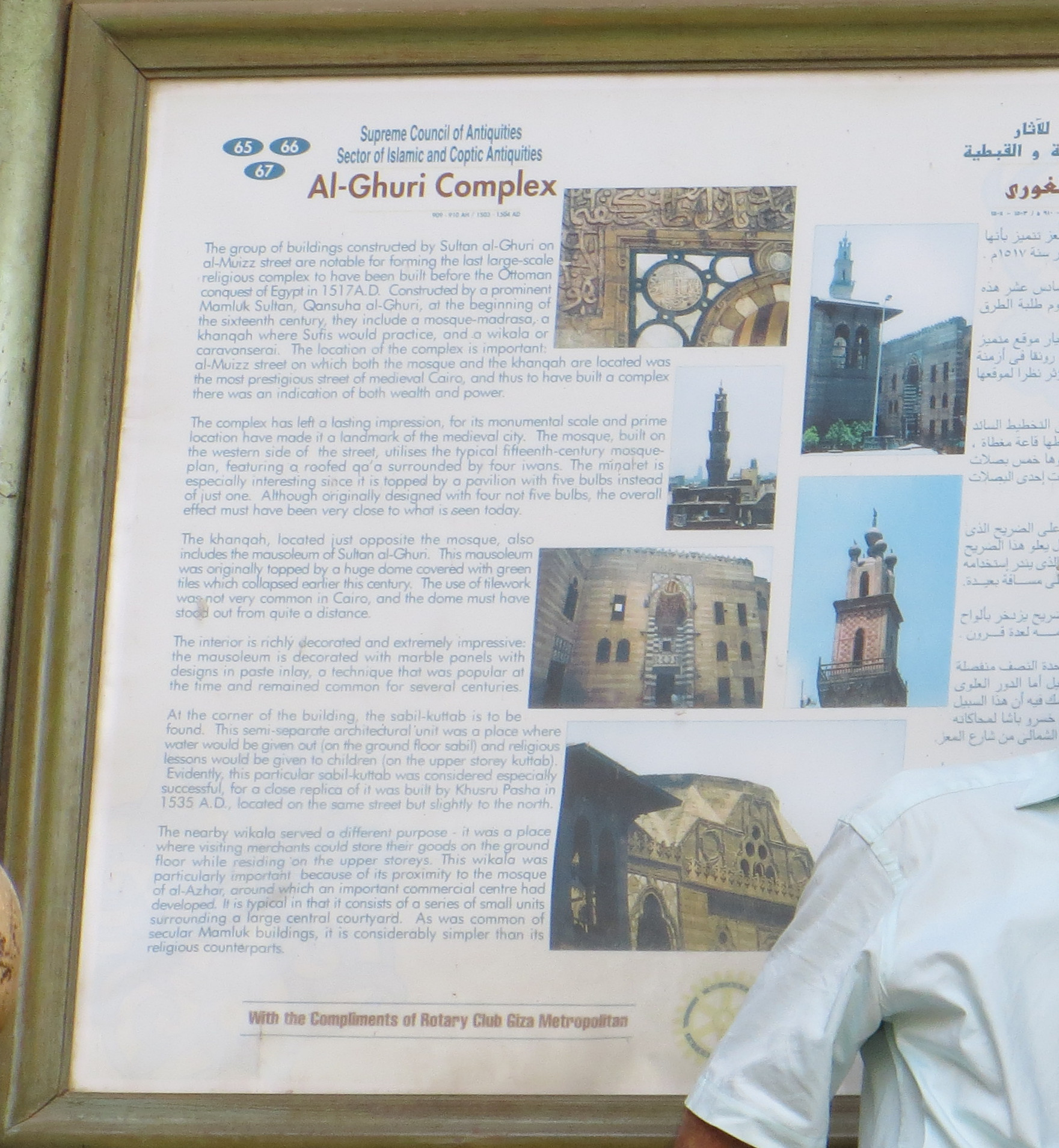
لوحة تعريفية بالمجموعة
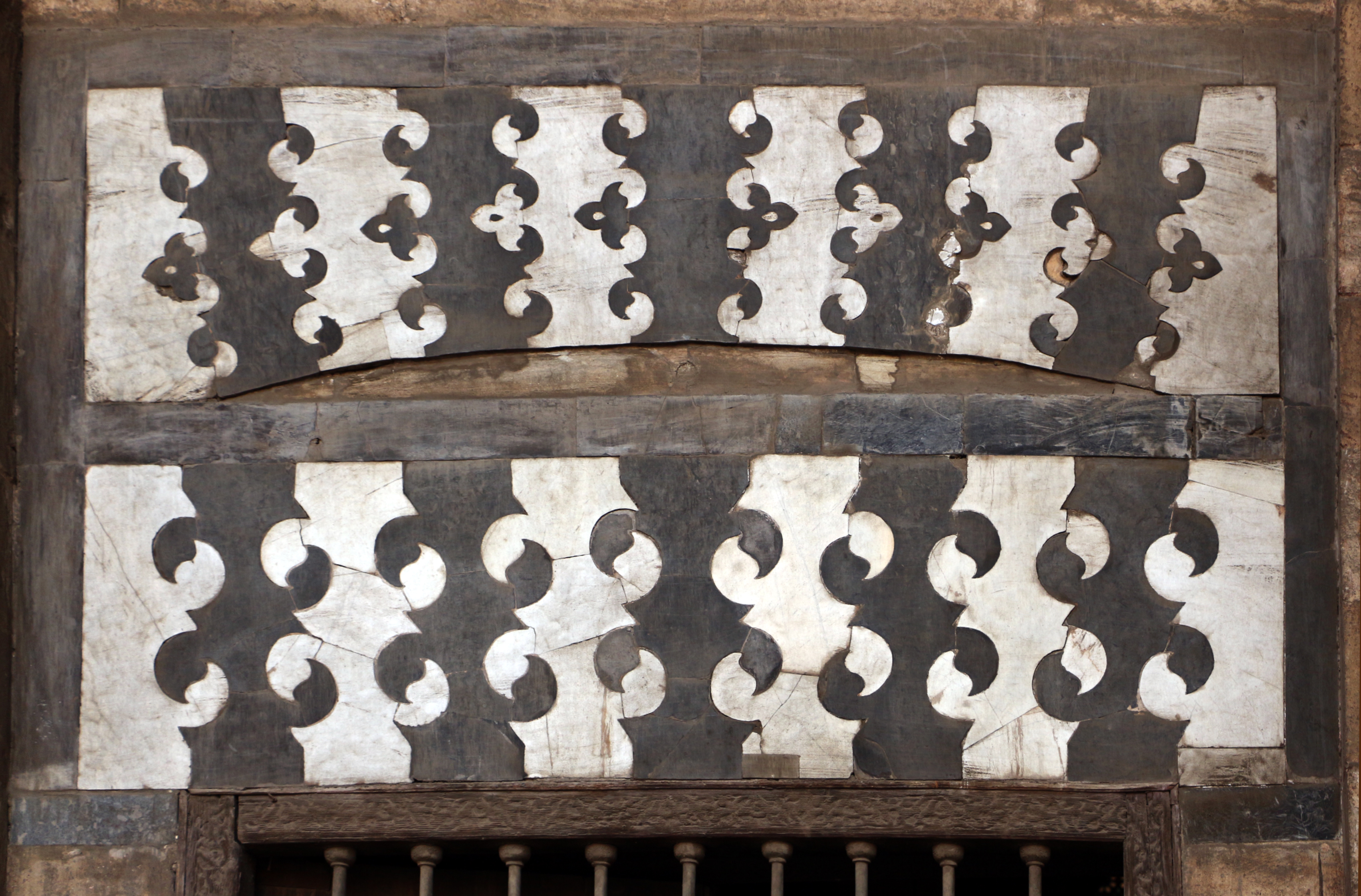
التطعيمات الخشبية
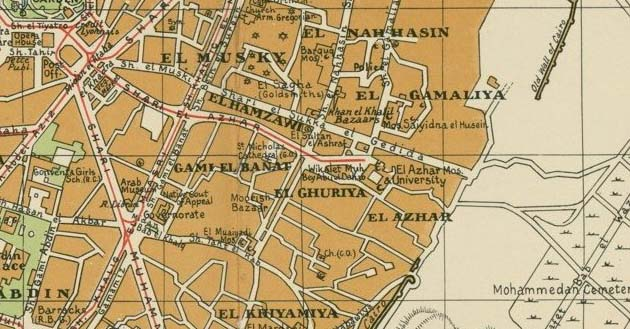
خريطة للقاهرة القديمة توضح مكان المجموعة
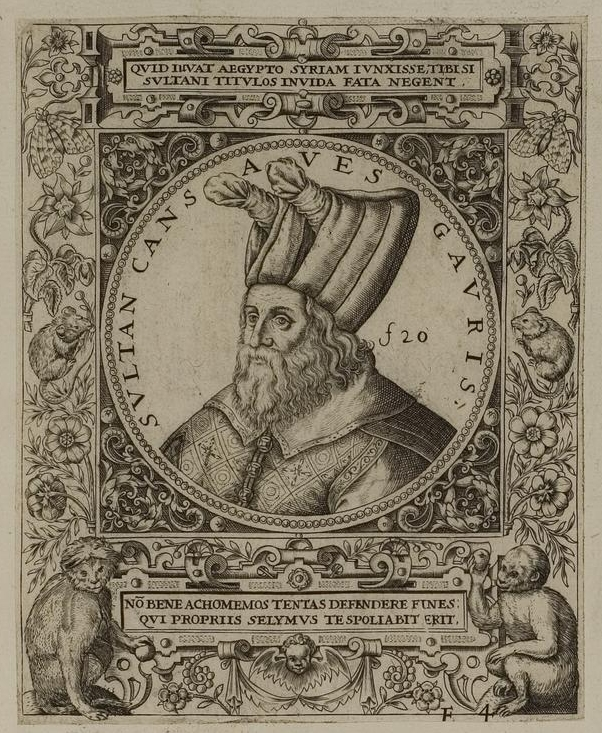
لوحة فنية للسلطان الغوري
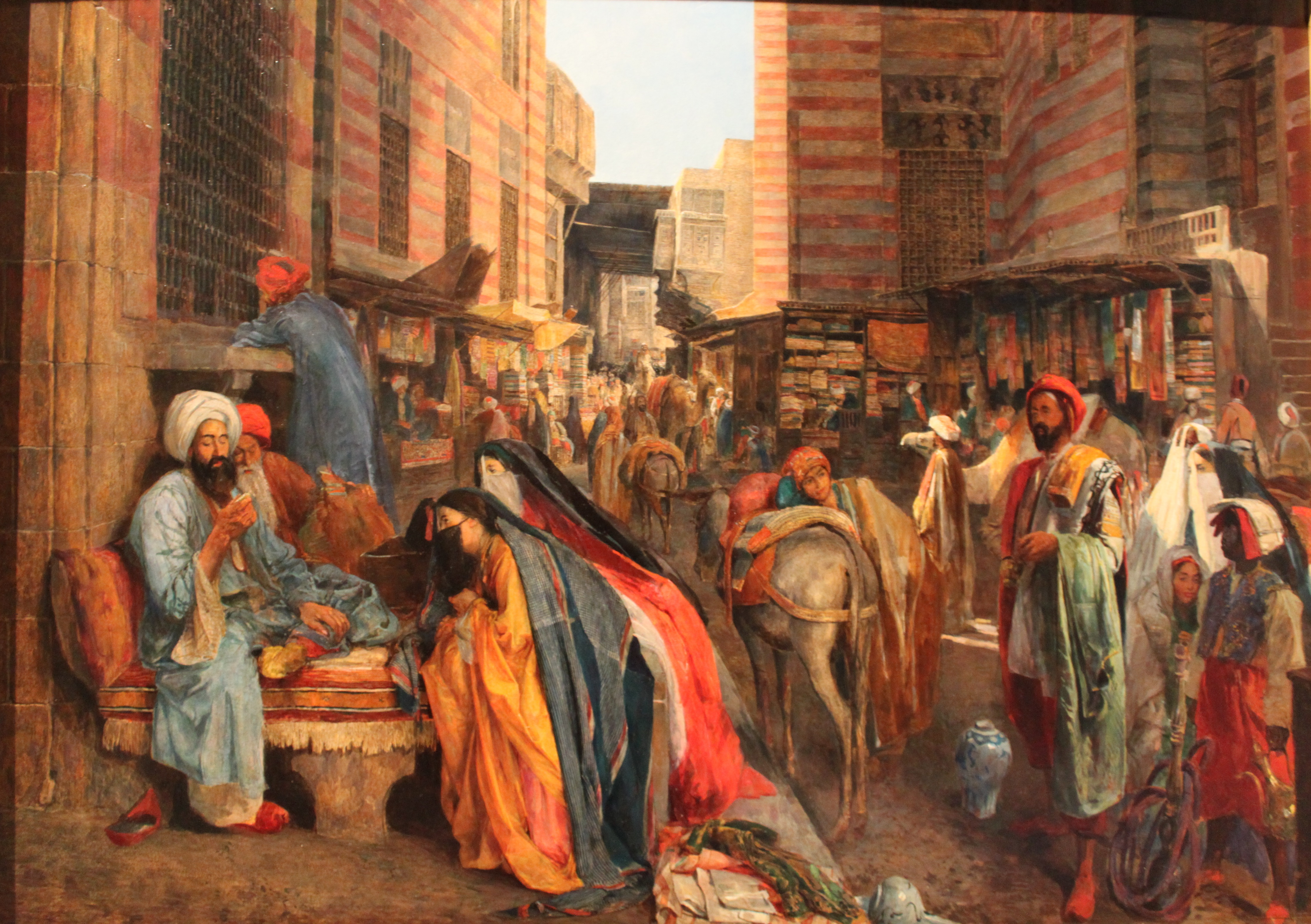
لوحة فنية لمنطقة الغورية
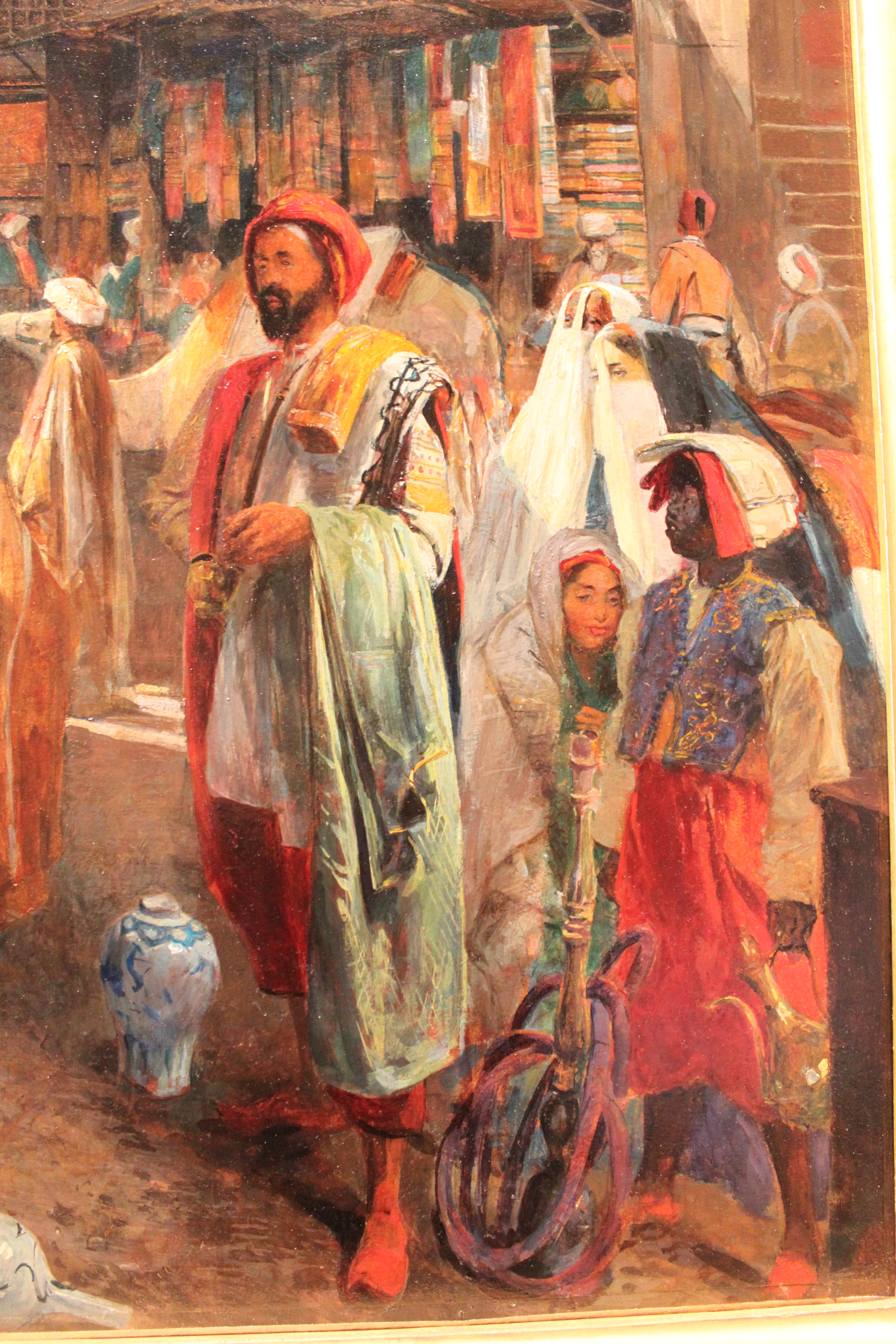
لوحة فنية لمنطقة الغورية
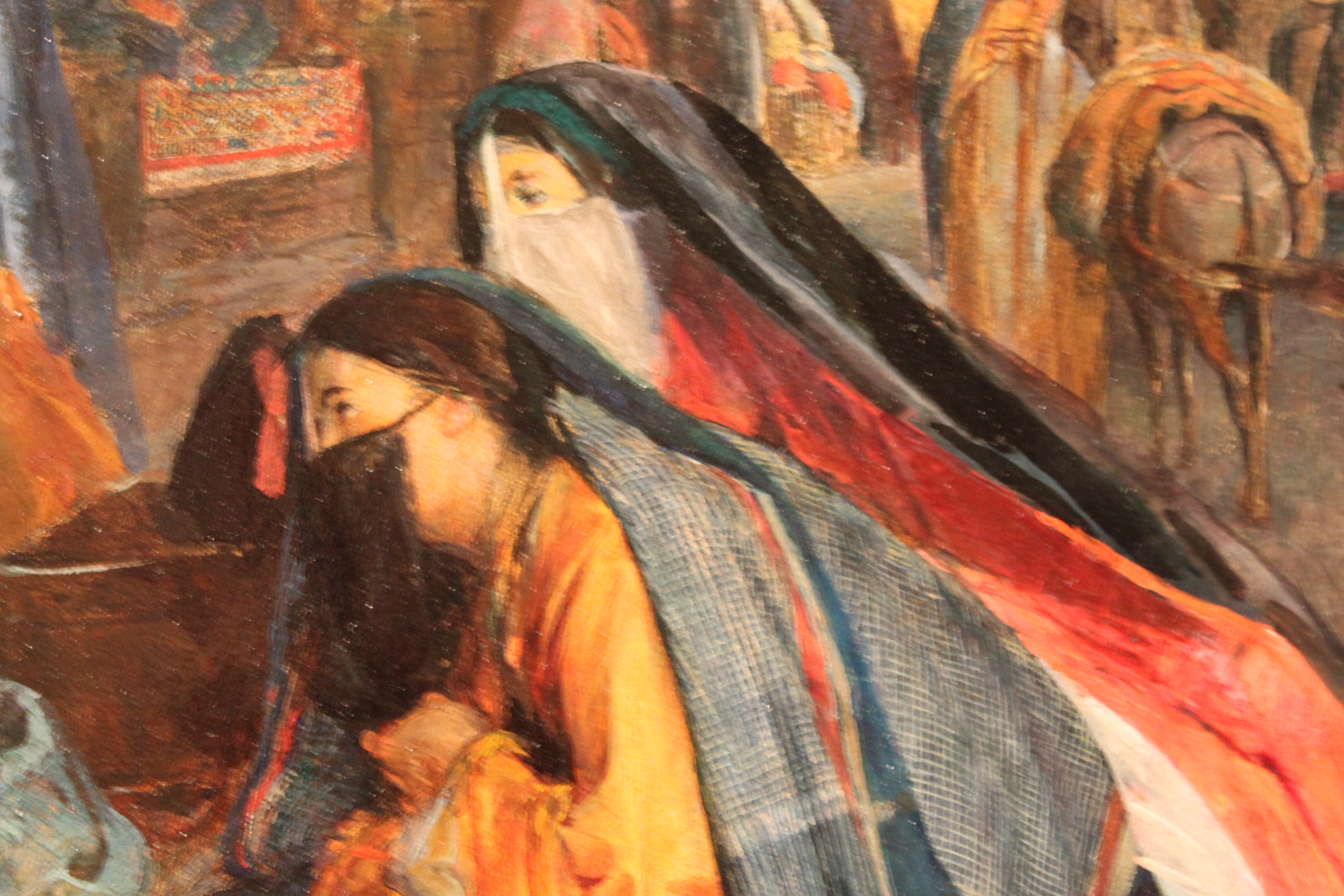
لوحة فنية لمنطقة الغورية
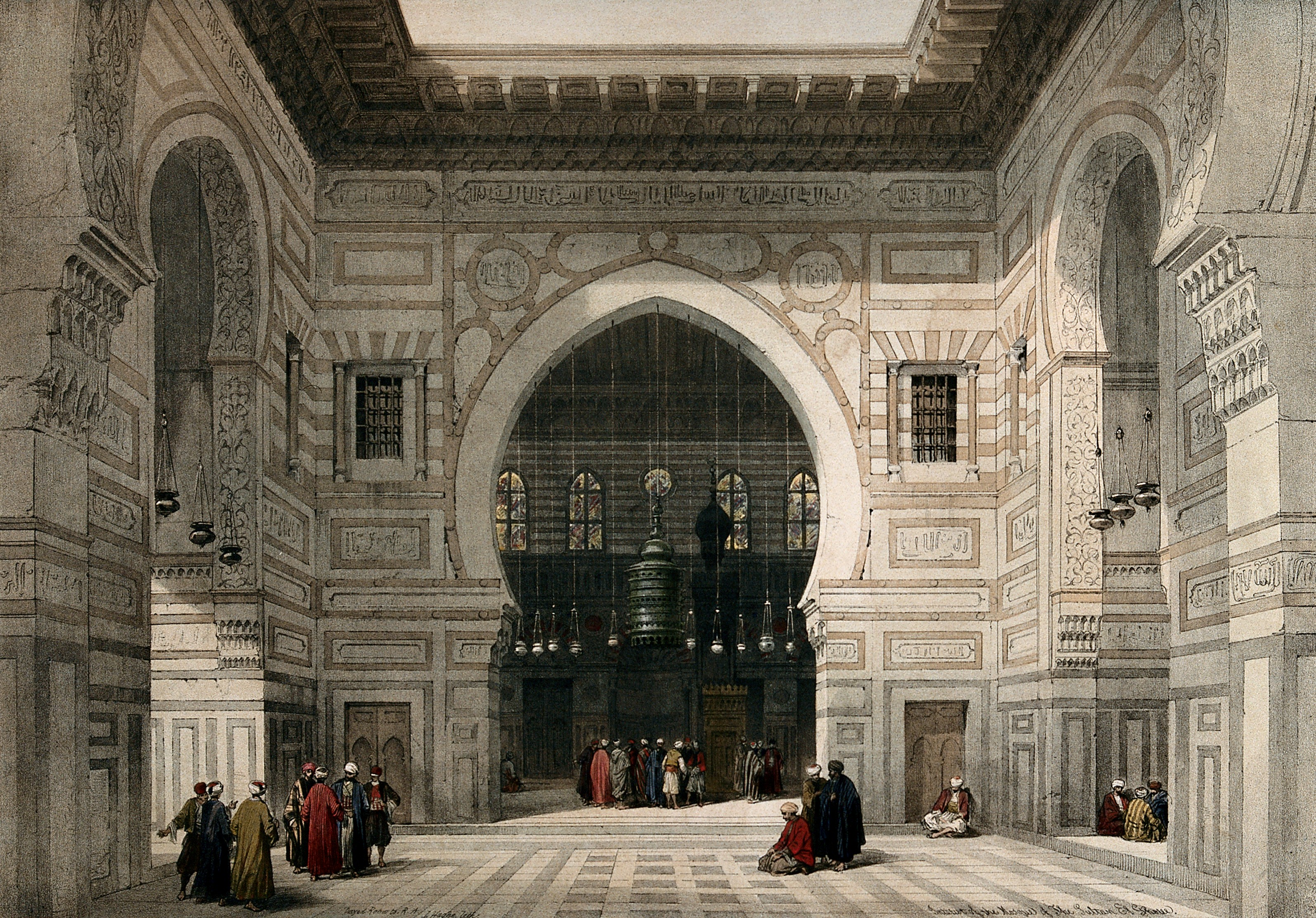
لوحة فنية لإيوان القبلة
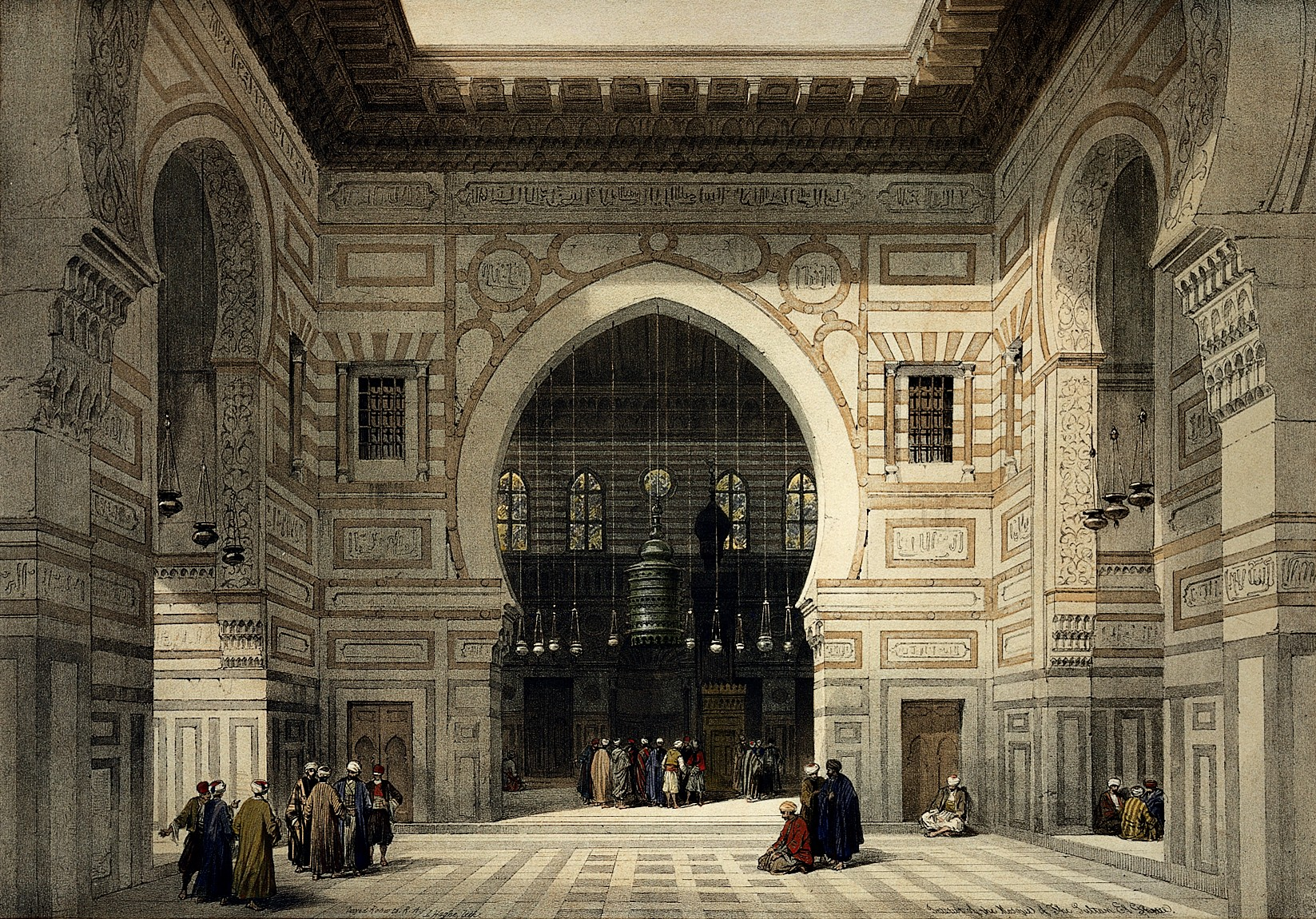
لوحة فنية لإيوان القبلة
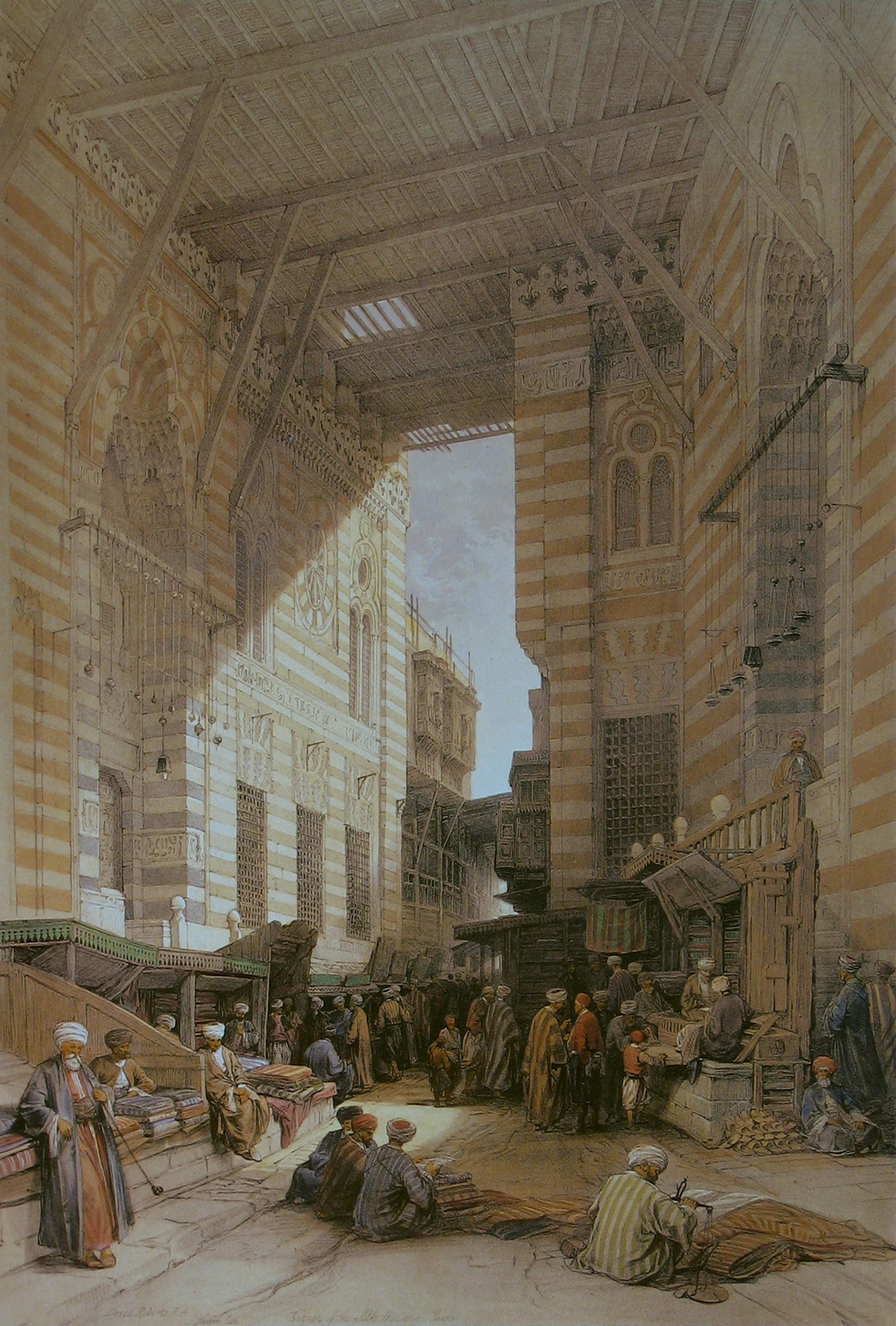
لوحة فنية للمجموعة من شارع الأزهر
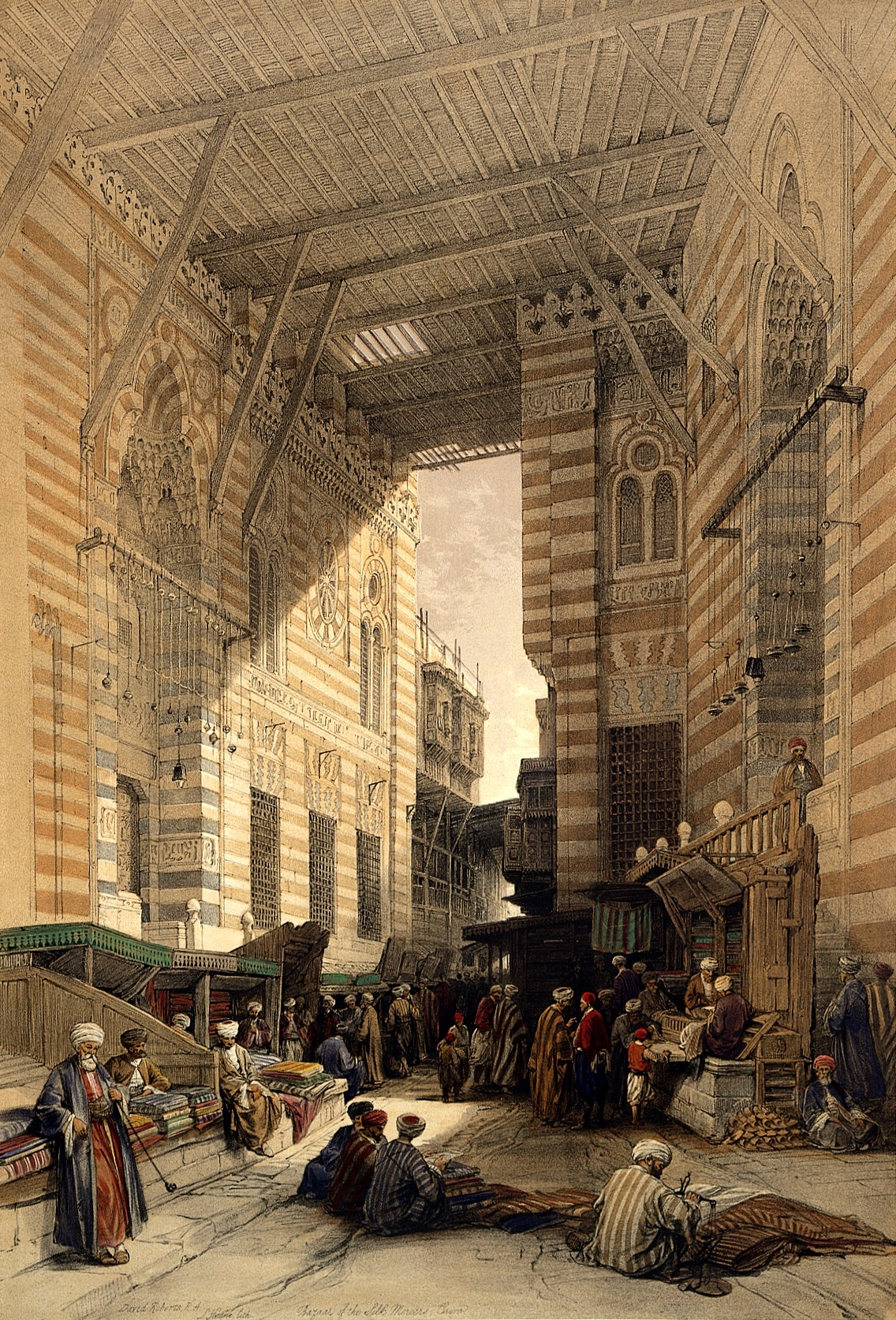
لوحة فنية للمجموعة من شارع الأزهر
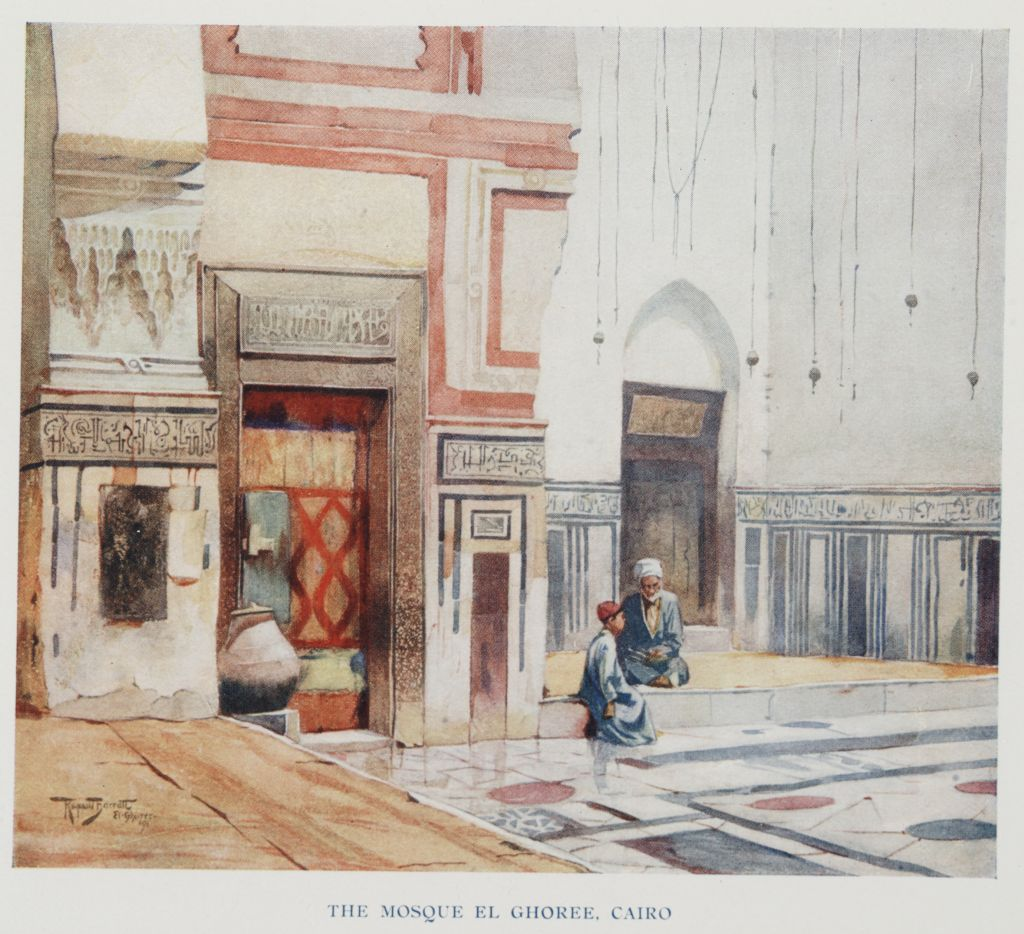
لوحة فنية للمجموعة من الداخل